# Chronologie de Caen

Blason de la ville de Caen

Cette chronologie de Caen recense les grands événements qui ont marqué l'histoire de la ville française de Caen, en Normandie, et de sa proche couronne.

## Antiquité et Haut Moyen Âge
- Occupation protohistorique du site de Caen et de ses alentours.
  - Sépultures : squelette de femme daté d'environ du IIe millénaire av. J.-C. vers l'abbaye aux Hommes[N 1], site de Lazzaro à Colombelles (grand village du VIe millénaire av. J.-C.), Delle Saint-Martin à Mondeville (vestiges du Bronze final, de La Tène et du Hallstatt), site de la Dronnière à Ifs (cimetière du Hallstatt final)[N 2], site de Bitot à Saint-Contest (Tène III et occupation gallo-romaine)
  - Noms de lieux, notamment Catumagos (« champs de bataille ») qui est à l'origine du nom de Caen et cambo (« courbe » ou « virage ») qui a donné Cambes-en-Plaine
- Ier siècle : occupation gallo-romaine
  - Des artisans, des agriculteurs et peut-être des commerçants se regroupent autour d'une fanum (temple)[N 3] dans un vicus (place de commerce ou grosse agglomération rurale) entre l'abbaye aux Hommes et le quartier Saint-Martin.
  - D'autres villages d'origine gauloise se développent dans la vallée marécageuse de l'Orne et de l'Odon : Calix, Villers, Vaucelles, Darnetal, Calibourg…
- VIIe siècle : développement de plusieurs lieux de culte chrétiens (sépultures, fondations d'églises et d'oratoires) le long de l'ancienne voie romaine : Saint-Martin[N 4] (à proximité de l'ancien vicus), Saint-Julien (Calibourg), Saint-Pierre (Darnetal) et Saint-Jean
- IXe-Xe : raids vikings ; interruption de l'essor urbain.

## Le Moyen Âge

### Naissance de la ville de Caen  (XIesiècle)
- Entre les années 950 et 1040 : nouvel essor urbain ; fondation des paroisses Saint-Étienne-le-Vieux, Saint-Sauveur (actuel Vieux Saint-Sauveur), Saint-Georges, Saint-Gilles et probablement Saint-Michel-de-Vaucelles.
- Vers 1015 : la duchesse Gonnor, femme de Richard Ier de Normandie, fait don de la baronnie de Bretteville à l'abbaye du Mont-Saint-Michel.
- 1025[1] : première référence à la ville de Caen dans la charte de l’abbaye de Fécamp

« La ville qui s'appelle Cathim (Caen), sur la rivière Orne, de part et d'autre, avec ses églises, ses vignes, ses prés, ses moulins, avec le marché, le tonlieu et le port, et toutes ses dépendances »

.
- 1047 : Guillaume de Normandie organise le concile de la Trêve de Dieu et fait construire en 1061 l’église Sainte-Paix (alors sur le territoire de Mondeville) pour recueillir des reliques de saints amenées pour cette occasion[N 5].
- Vers 1050 : établissement des premiers éléments d’une vaste forteresse de 5 ha sur l’éperon rocheux dominant la vallée de l’Orne et de l’Odon ; la ville se développe au pied du château de Caen.
- 1059 : fondation de l’abbaye aux Hommes par Guillaume le Conquérant et de l’abbaye aux Dames par la duchesse Mathilde en contrepartie du pardon accordé par le pape Nicolas II[N 6] ; deux bourgs se développent autour des deux abbayes.
- 18 juin 1066 : dédicace de l’abbatiale de la Trinité encore en travaux
- 1077 : dédicace de l’abbatiale Saint-Étienne.

### Développement de la cité ducale à l'intérieur de ses remparts (XIIesiècle)
- À partir du XIe siècle : exploitation massive de la pierre de Caen pour permettre la construction des grands monuments en Normandie et en Angleterre.
  - Les principaux lieux d'exploitation, alors à ciel ouvert, sont Vaucelles, Allemagne (actuel Fleury-sur-Orne) et les coteaux de la rue Basse.
  - Des carrières se développent dans le faubourg Saint-Julien, dans le quartier des Roches à Clopée (Mondeville) et à Colombelles.
- Fin du XIe siècle : fortification de Bourg-le Duc, ou Bourg-le Roi (depuis le château jusqu'à l'actuelle place Fontette).
- XIIe siècle : fondation du couvent des Béguines et construction du logis des moines à la baronnie de Bretteville
- 1102 : aménagement du Canal Robert et de la Chaussée ferrée.
- XIIe siècle-XVIIIe siècle : la ville se développe sur un modèle multipolaire : Bourg-l'Abbé autour de l'Abbaye aux Hommes, Bourg-l'Abbesse autour de l'abbaye aux Dames, Bourg-le Roi au pied du Château de Caen et l'Ile Saint-Jean. Hors des murs, différents faubourgs se développent également (Saint-Martin, Saint-Julien, le Vaugueux et Vaucelles).
- 1120 : Henri Ier Beauclerc fait construire le donjon du château de Caen ; la salle de l'Échiquier date également de cette époque
- 1121 : une petite communauté chrétienne s’établit à Ardenne (Saint-Germain-la-Blanche-Herbe), sur un ancien lieu de culte gaulois ; elle relève bientôt des chanoines prémontrés de l’Abbaye de La Lucerne.
- 1160 : le prieuré d'Ardenne devient une abbaye indépendante ; son patrimoine et sa puissance augmentent rapidement[N 7].
- 1160 : fondation de la maladrerie de Beaulieu (léproserie).
- Fin du XIIe siècle : organisation de conciles à Caen :
  - 1173 : pour rétablir la paix entre Louis VII, roi de France et Henri II Plantagenêt, roi d'Angleterre
  - 1182 : pour régler les luttes de successions entre les descendants d’Henri Ier d'Angleterre
- 1185-1188 : construction, exclusivement afin d'accueillir des malades, de l'Hôpital Saint-Thomas et Saint-Antoine, appelé Hôtel-Dieu de Caen, à la place de la maison charitable fondée par Guillaume le Conquérant

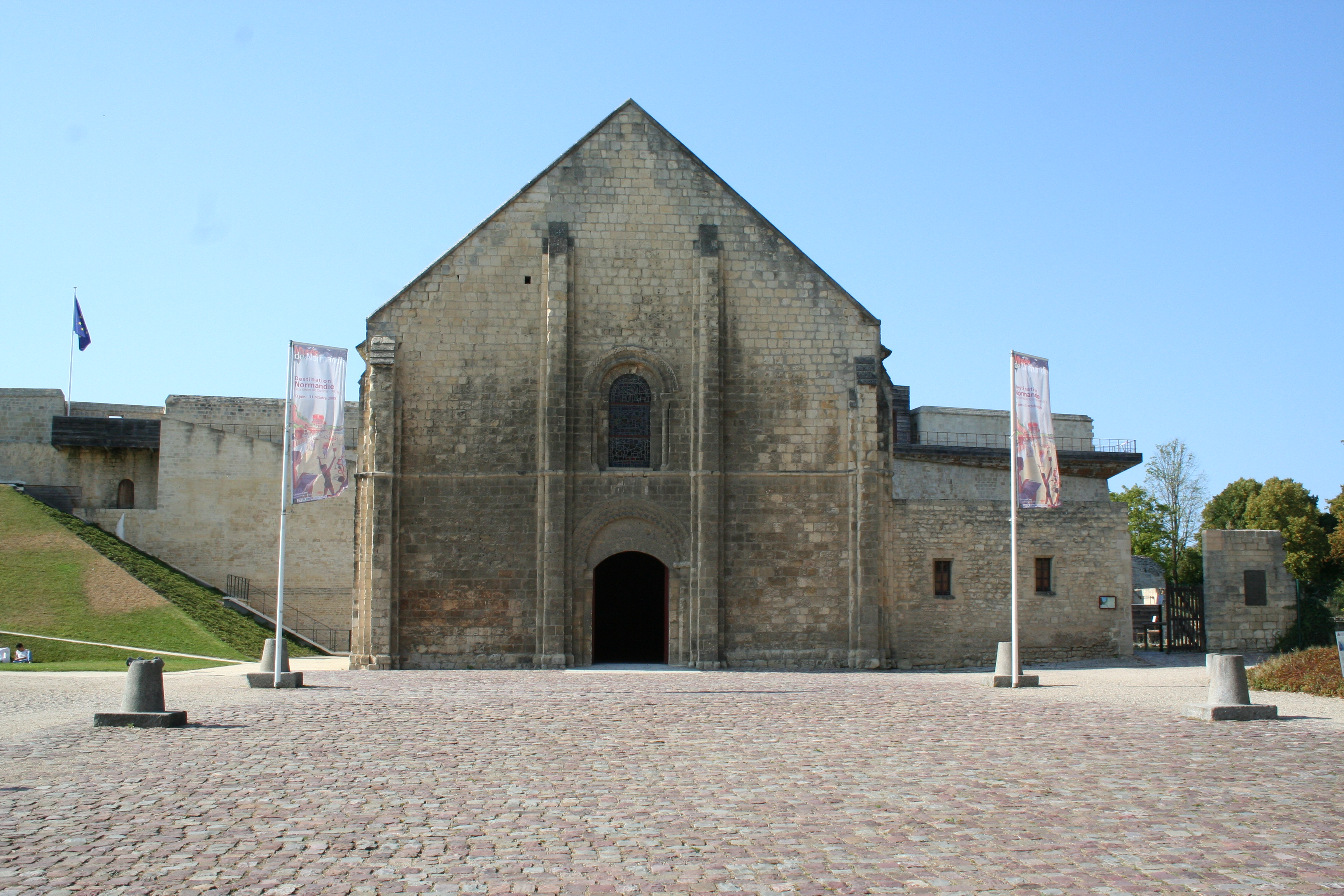
Aula d'Henri Ier Beauclerc au château de Caen
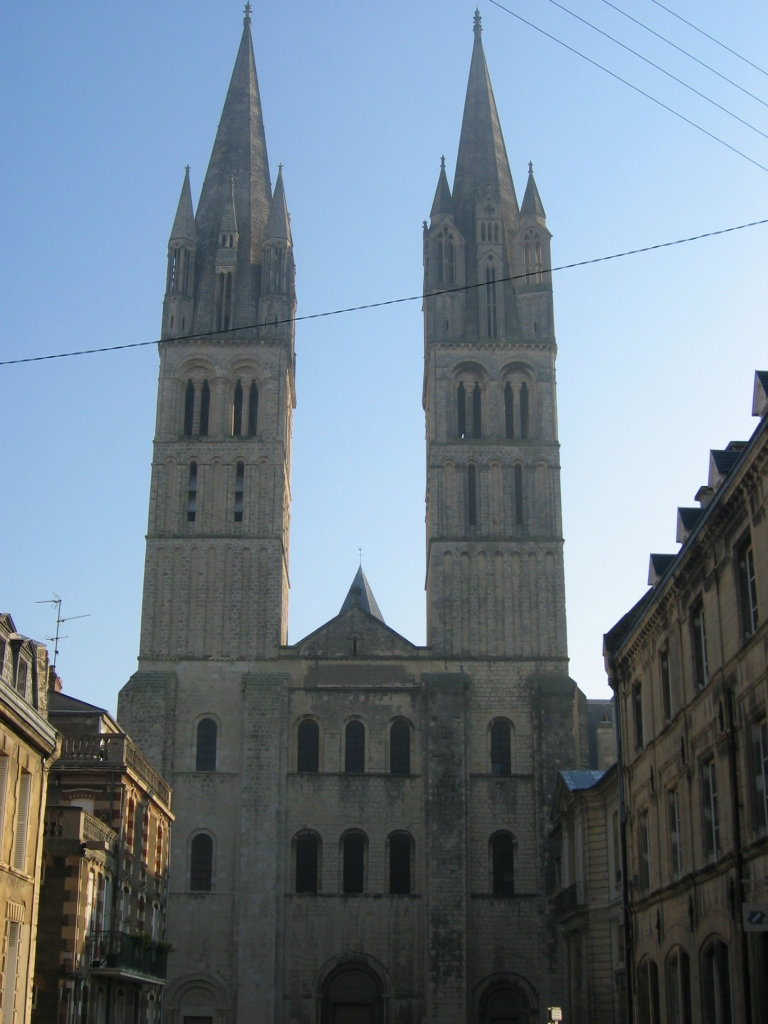
Abbatiale de l'Abbaye aux Hommes fondée au XIe siècle

### Épanouissement de la ville désormais française (XIIIeetXIVesiècles)
- 17 juin 1203 : Jean Sans Terre accorde la liberté communale à la ville de Caen. Le Châtelet abritant l'hôtel municipal est bâti sur le Pont Saint-Pierre ; dotée d'un beffroi, d’une cloche et d'un cadran doré qui marquait les heures et les phases de la lune, cette maison de ville fut appelée le « Gros Horloge »
- Mai 1204 : la ville est prise par Philippe Auguste et devient française
- Début du XIIIe siècle : Philippe Auguste remanie profondément le Château en faisant construire une chemise autour du Donjon, supprimant ainsi l'entrée traditionnelle par le nord au profit d'un nouvel accès, la Porte des Champs
- XIIIe siècle : fondation du Couvent des Carmes et du Couvent des Jacobins ; construction à l'Hôtel-Dieu de la première grande construction gothique de Caen[N 8]
- 1219 : Guillaume Acarin fait construire la collégiale du Saint-Sépulcre pour abriter un morceau de la Vraie Croix qu'il avait ramené de Jérusalem
- 1220 : fondation du Couvent des Cordeliers[N 9]
- XIVe siècle : début de l'exploitation souterraine de la pierre de Caen
- 1306 : établissement des Croisiers dans le quartier Saint-Martin
- 1308 : construction du clocher de l'église Saint-Pierre
- 1338 : installation de la résidence du bailli dans le Château (actuel Logis des Gouverneurs)

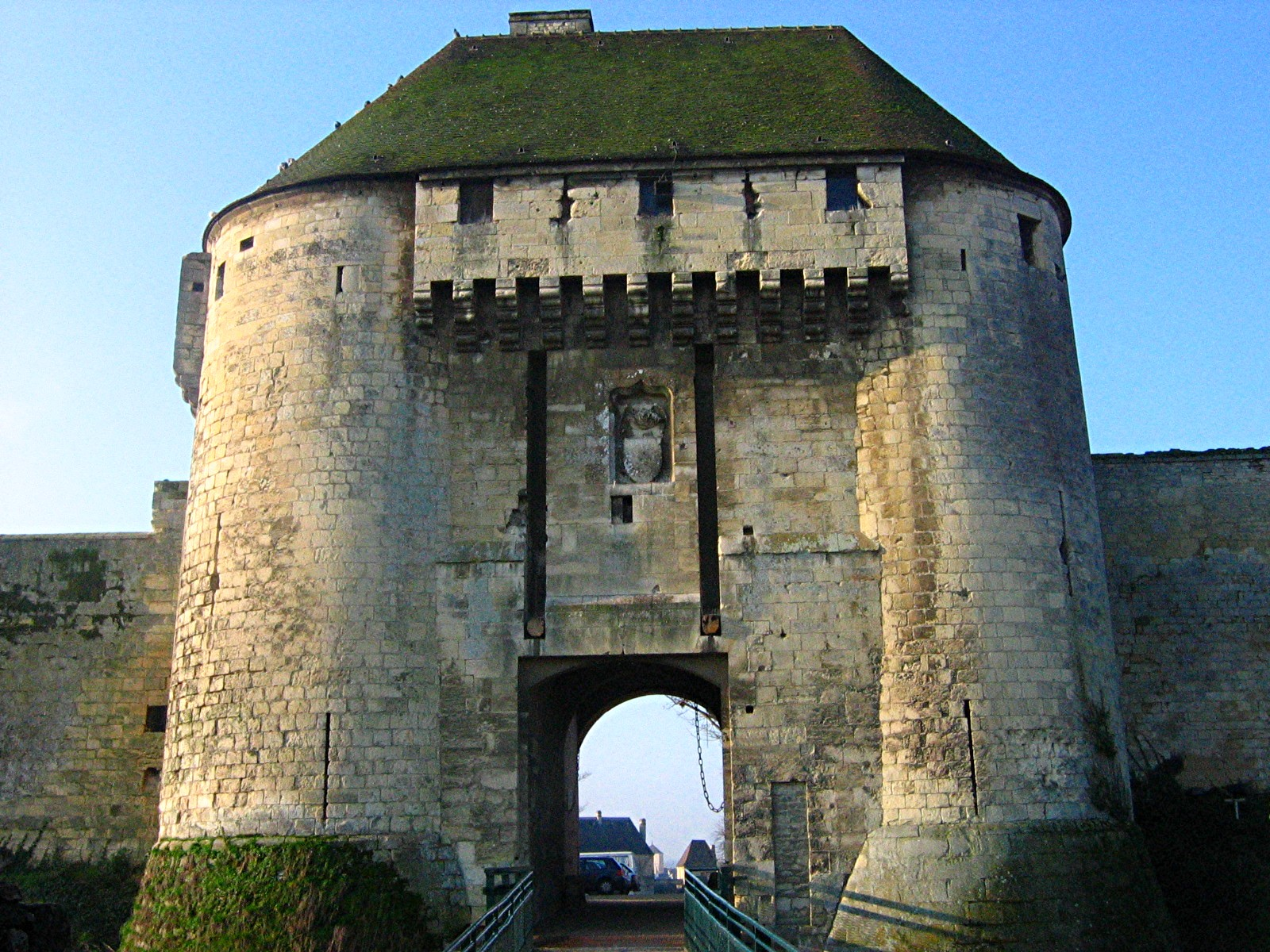
Porte des Champs du Château, aménagée après la conquête de la Normandie par Philippe Auguste
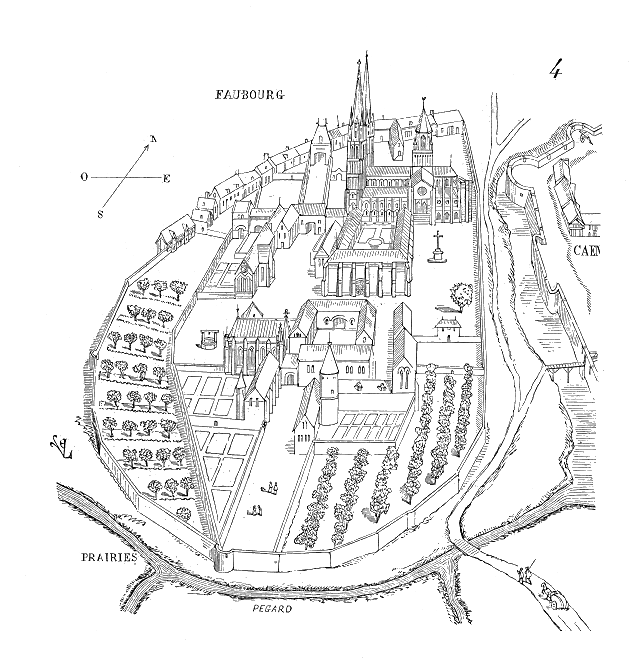
Plan de l'Abbaye aux Hommes, extrait du Dictionnaire raisonné de l'architecture française du XIe siècle au XVIe siècle, par Eugène Viollet-Le-Duc, 1856
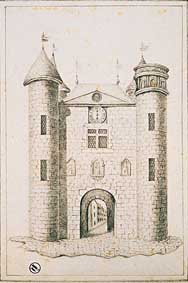
Le Châtelet sur le Pont Saint-Pierre abritant l'hôtel de ville depuis le XIIIe siècle

### La ville dans la Guerre de Cent Ans (XVesiècle)
- Juillet 1346 : prise de la ville par Édouard III d'Angleterre lors de sa chevauchée à travers la Normandie, le Vexin, le Beauvaisis, le Vimeu, le Ponthieu, le Boulonnais et le Calaisis ; la ville est pillée pendant trois jours.
- 1348 : épidémie de peste.
- Années 1350-1360 : renforcement des remparts de la ville[N 10] ; construction de la barbacane de la porte des Champs et ouverture de la porte Saint-Pierre entre le château et la ville.
- 1354 : Jean II de France autorise l'érection de fortifications autour de l'abbaye aux Hommes, l'abbaye aux Dames et de la collégiale du Saint-Sépulcre
- 1356 et 1372 : installation des Croisiers dans le Couvent des Béguines (actuelle rue des Croisiers) ; début de la construction de l'église du couvent des Croisiers.
- 1361 : construction du Moulin Saint-Pierre (emplacement de la fontaine du boulevard Leclerc)
- 1417 : début occupation de la ville par les Anglais (jusqu'en 1449)
  - Août 1417 : siège de la ville par Henri V d'Angleterre ; l'église Saint-Étienne-le-Vieux et la collégiale du Saint-Sépulcre sont sévèrement touchées, alors que le quartier du Vaugueux, en contrebas de la collégiale, est dévasté.
  - 4 septembre : la ville tombe.
  - 19 septembre : le Château tombe.
  - 14 décembre : l'abbaye d'Ardenne est pillée et les moines doivent se réfugier à Caen.
  - De 1417 à 1418, Henri V d'Angleterre fait de Caen son quartier général et le siège de son gouvernement. Il loge dans le "manoir du roi" (ancien Palais Ducal) dans le château.
- 1432 : Henri VI d'Angleterre, par l'intermédiaire du duc de Bedford, fonde l'Université de Caen[N 11] (écoles de droit canonique et de droit civil).
- 1434 : 30 000 paysans venant de la plaine de Caen, du Bessin et du Bocage essayent en vain de reprendre la ville[2].
- 1437-1439 : la charte royale créant l'université est confirmée en 1437 par le pape Eugène IV et en 1438 sont fondées les écoles de théologie, des Arts et de médecine ; en 1439, l'université est solennellement inaugurée dans l'église Saint-Pierre.
- 1450 : siège de Caen par le roi Charles VII, le connétable de Richemont et Jean de Dunois :
  - 5 juin : début du siège ;
  - 1er juillet : reddition du château ;
  - 6 juillet : entrée solennelle de Charles VII.
- 1452 : Charles VII rétablit la faculté de droit civil qu'il avait supprimée, reconnaissant ainsi pleinement l'existence de université de Caen

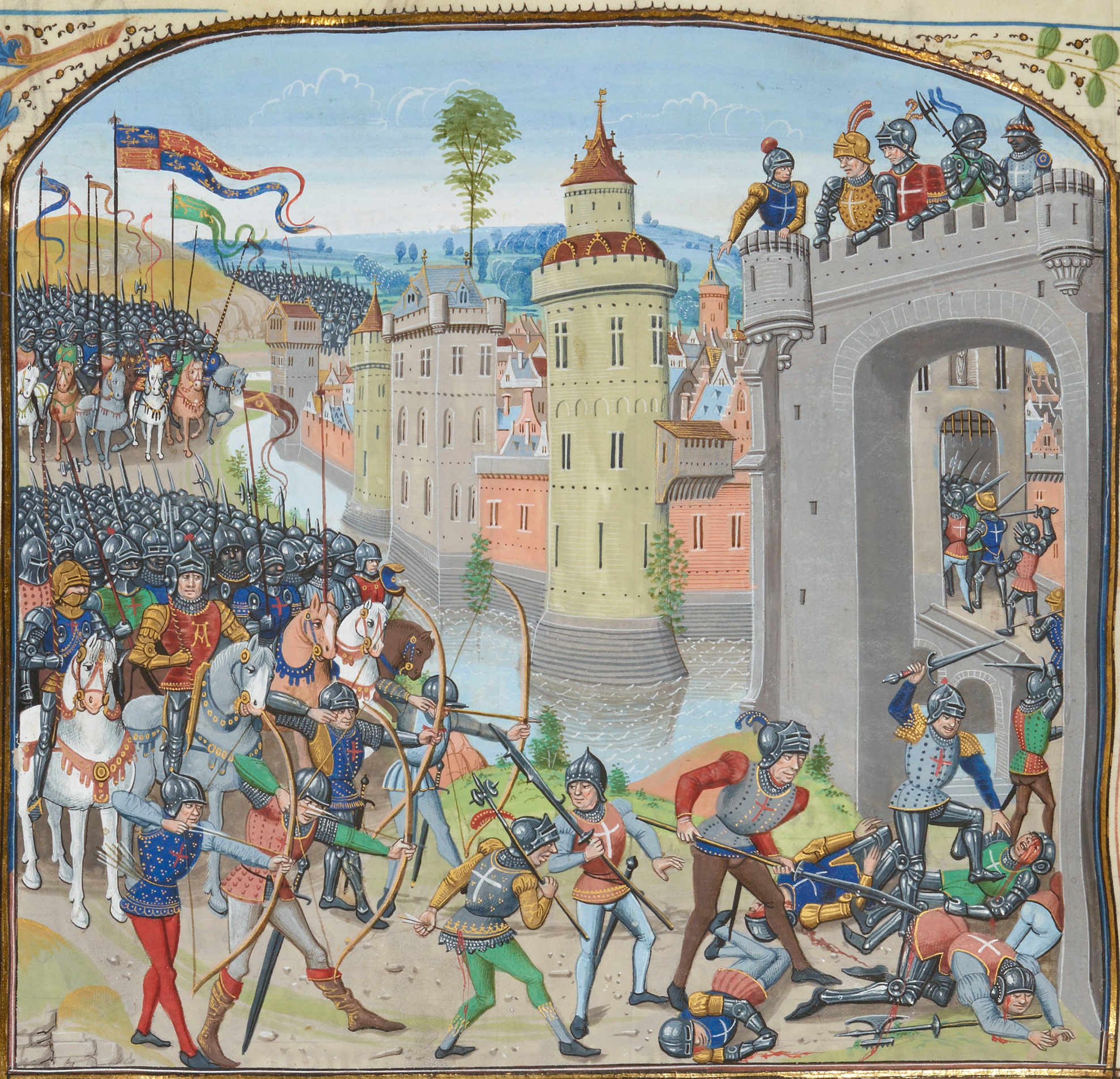
Prise de Caen en 1346
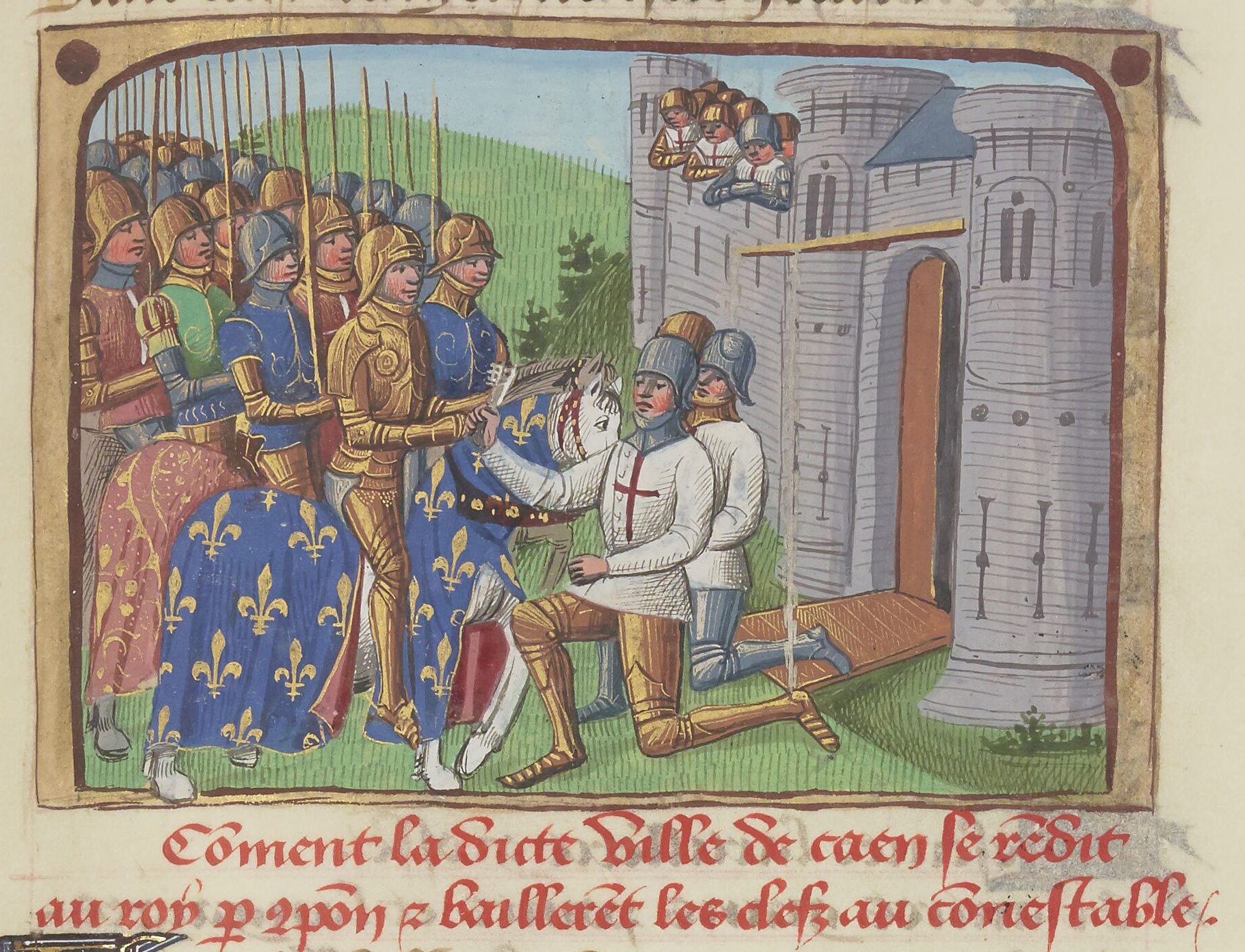
Reddition de Caen en 1450
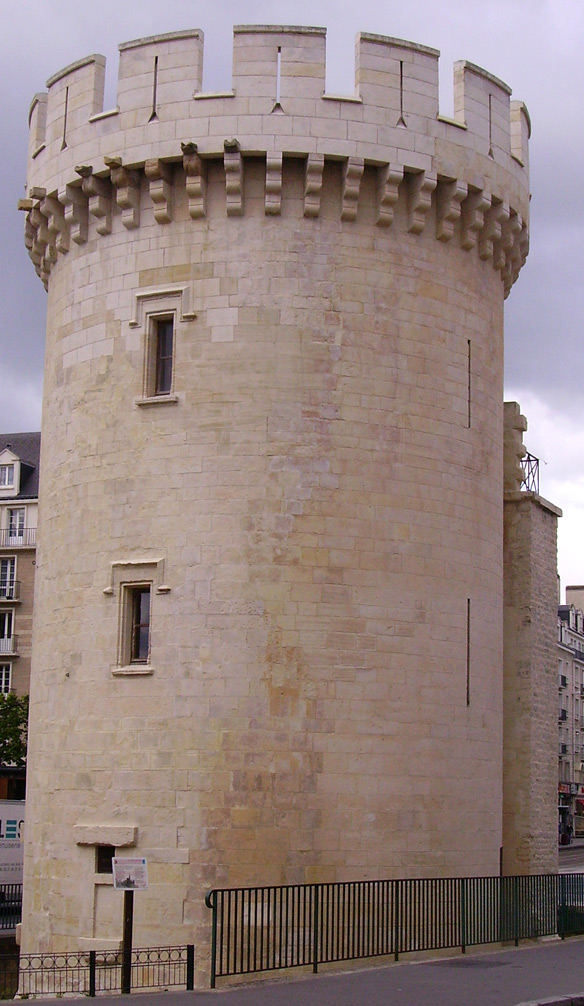
Tour Leroy, vestige des fortifications de Caen
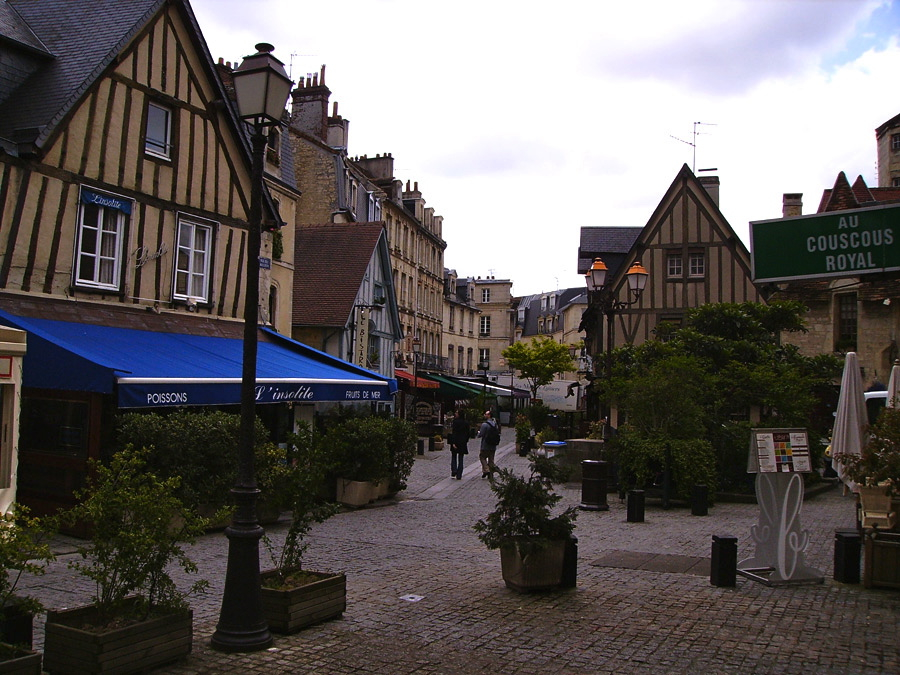
Quartier du Vaugueux, faubourg qui s'est développé en contrebas de la collégiale du Saint-Sépulcre

## La Renaissance

### Le renouveau après la guerre (XVeetXVIesiècles)
- 1468 et 1498 : Louis XI, puis Louis XII reconnaissent par lettres patentes les privilèges de la ville
- 1470 : les États de la Province de Normandie[N 12] sont tenus à Caen
- 1470 : fondation de deux foires en remplacement de la foire du Pré
- 1477 : transfert des deux foires à Rouen[3]
- 1478 et 1484 : grandes épidémies de peste
- 1480 : premier livre imprimé à Caen, par Durandas et Quijoue, Recueil d'Epîtres d'Horace
- Avril 1499 : l'Échiquier de Normandie est définitivement fixé à Rouen par Louis XII et devient perpétuel[N 13]
- 1514 : jour des lansquenets, des mercenaires allemands de l'armée royale sont tués par la population
- 1527 : la noblesse française, convoquée à Caen, vote les 2 000 000 écus réclamés pour la libération des enfants de François Ier
- Étés 1532 et 1547 : épidémie de peste
- XVIe siècle : essor architectural Renaissance
  - Manoir des Gens d'Armes (début XVIe siècle)
  - Hôtel du Grand Cerf, hôtel de Than (1520-1530), hôtel d'Escoville (fin des 1530), hôtel de Mondrainville (1549)
  - Maisons rue Froide, notamment la Cour des Imprimeurs (début XVIe siècle)
  - Façade sur cour de la maison des Quatrans (1541)
  - Abside de l'église Saint-Pierre sur l'Odon (commencée en 1518) et abside de la nef Saint-Eustache de l'église Notre-Dame
- XVe siècle-XVIe siècle : l'instauration du régime de la commende et les Guerres de religion provoque une longue période de décadence des abbayes

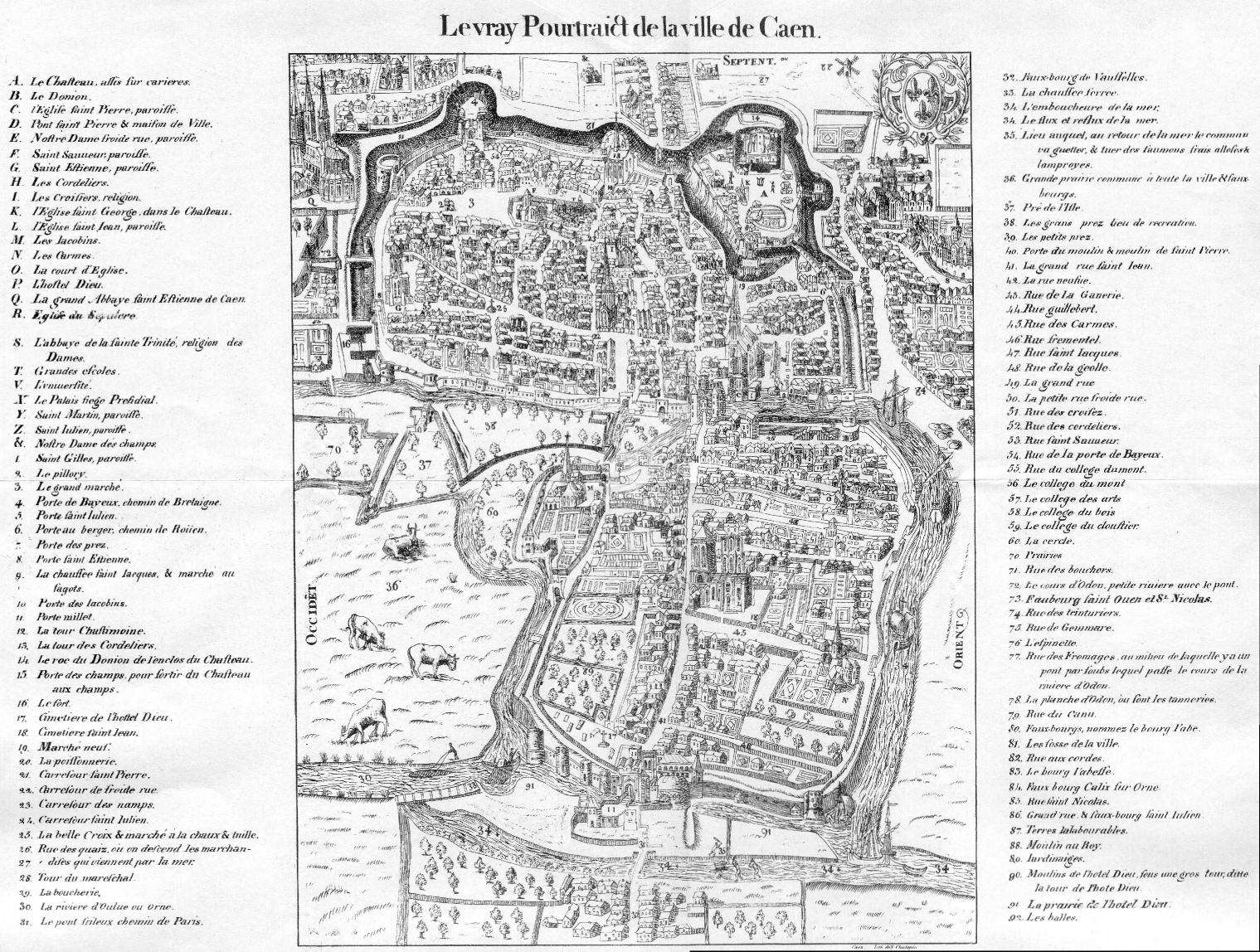
Caen à la Renaissance (1575)
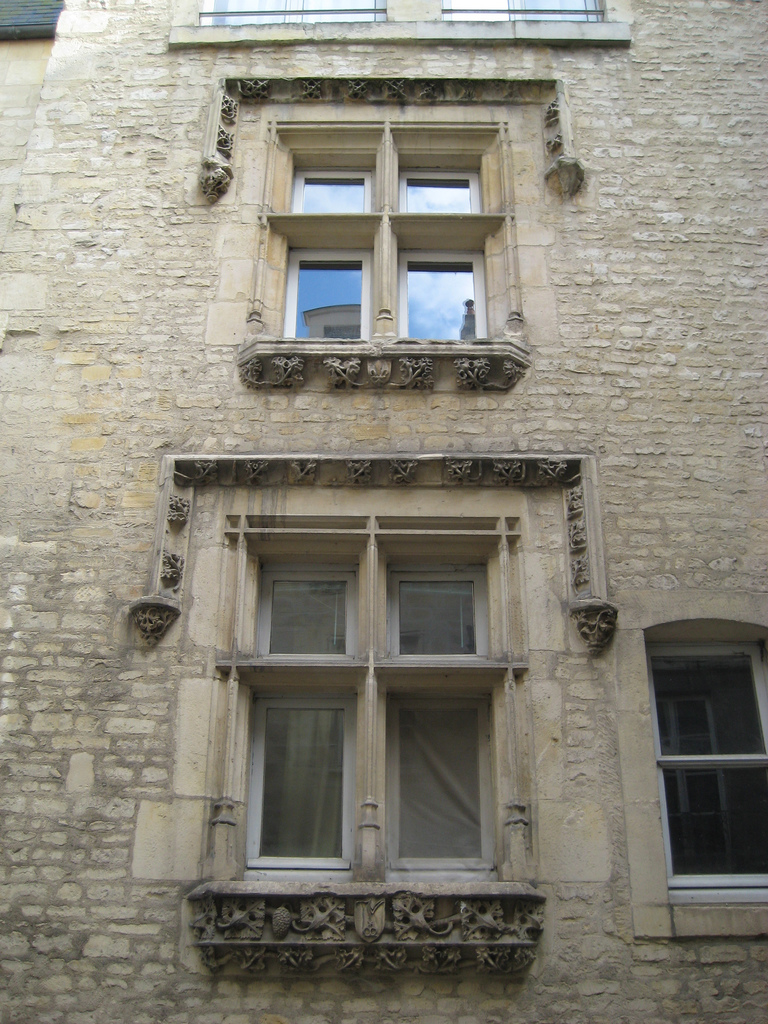
Cour des imprimeurs, gothique flamboyant
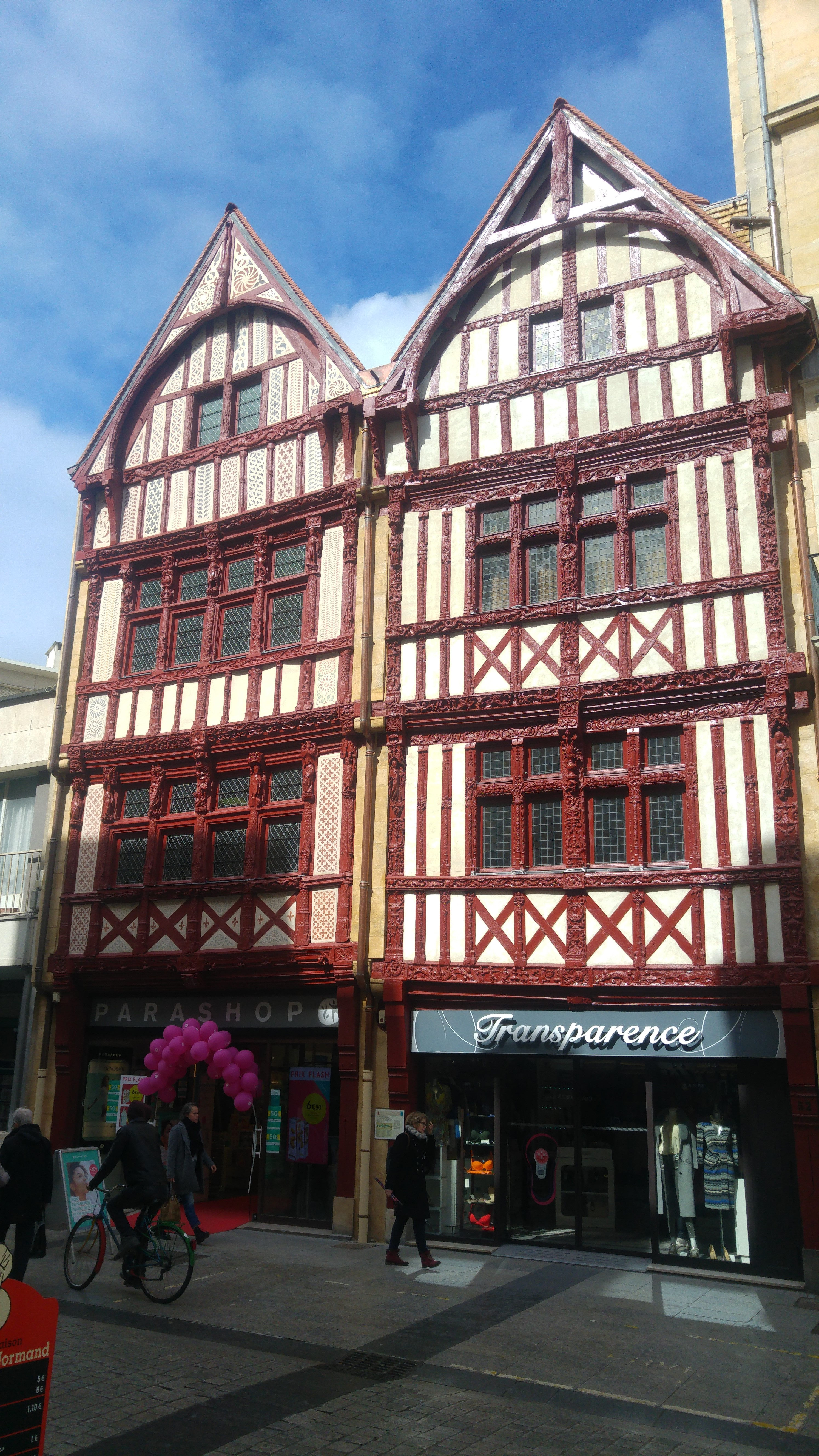
no 52-54 rue Saint-Pierre
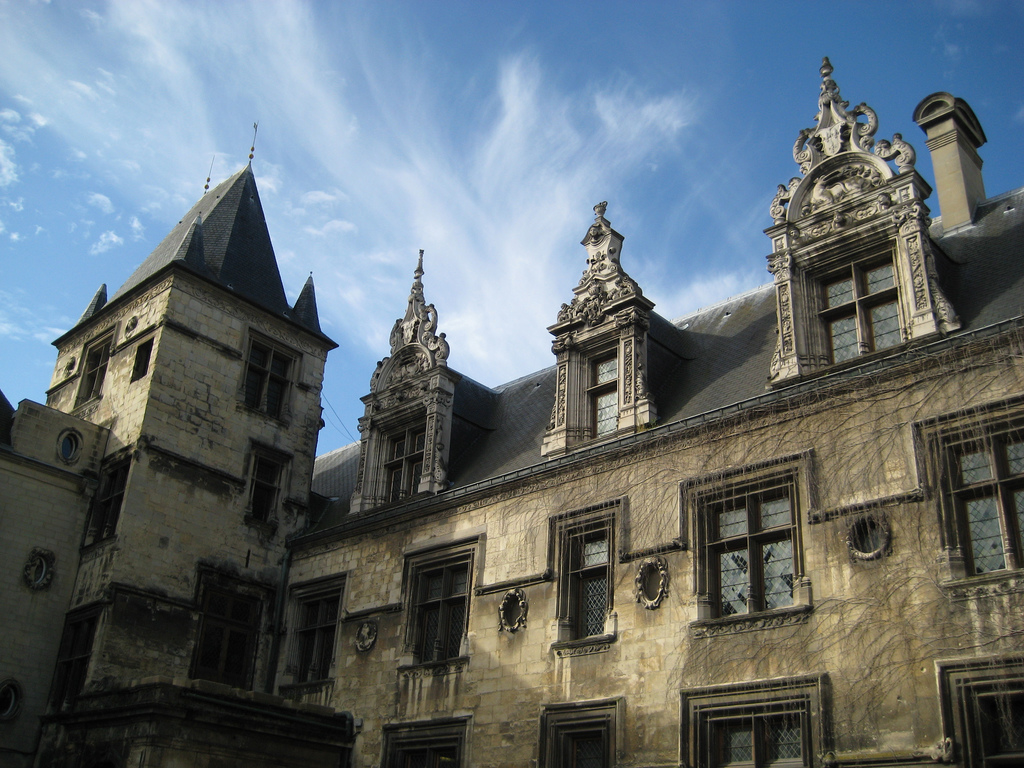
Hôtel de Than, transition entre l'architecture médiévale et Renaissance
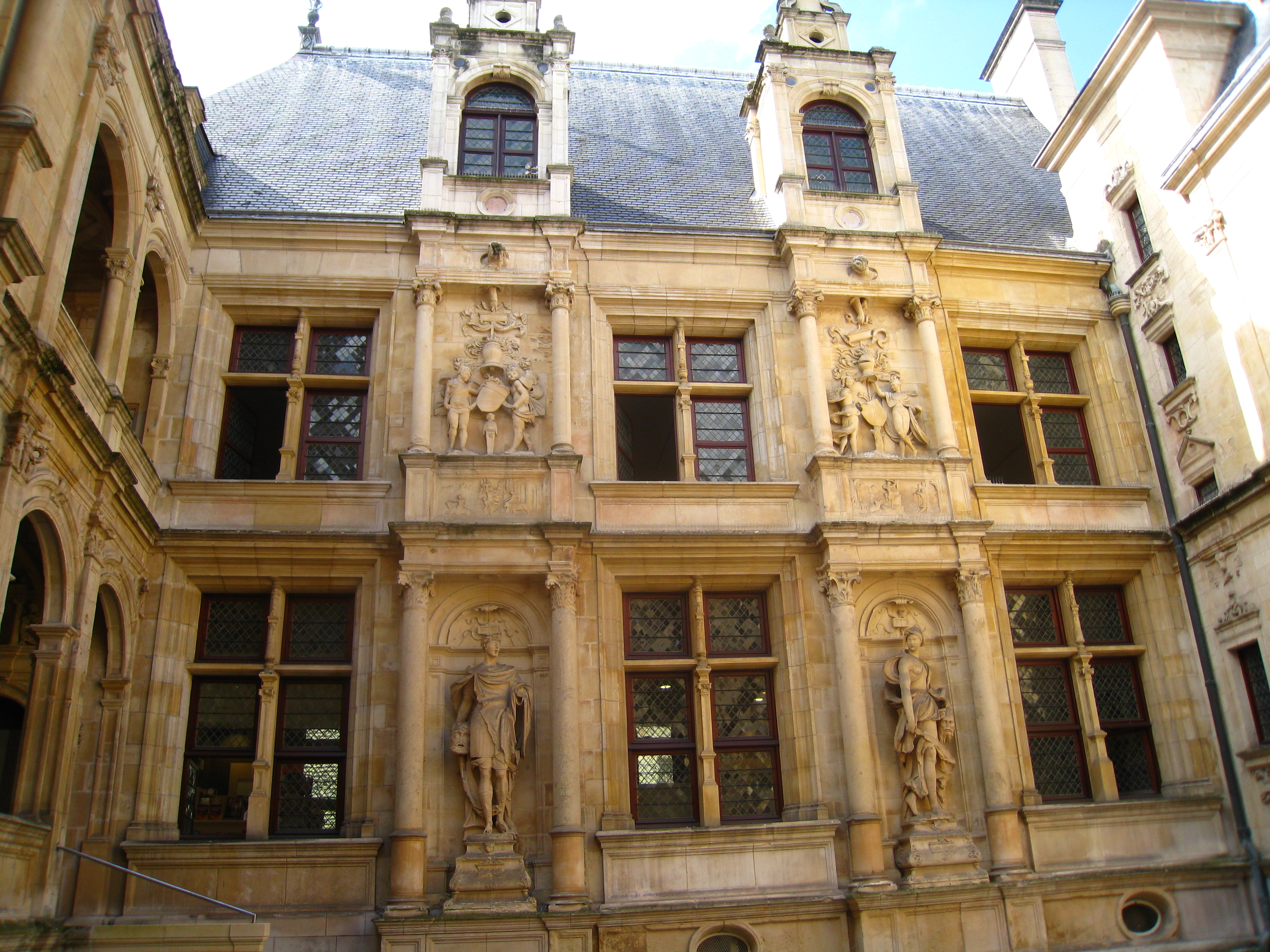
Hôtel d'Escoville, très bel exemple d'hôtel particulier de la Renaissance
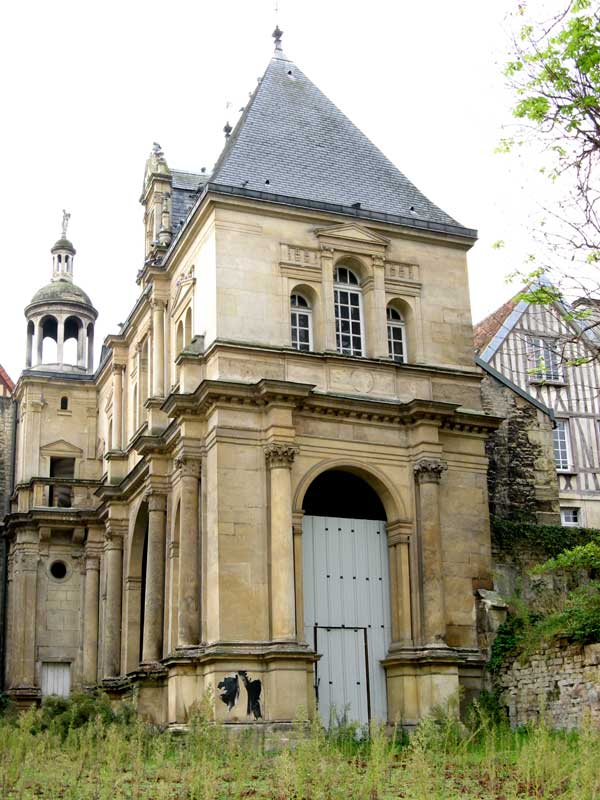
Ancien casino de l'hôtel de Mondrainville
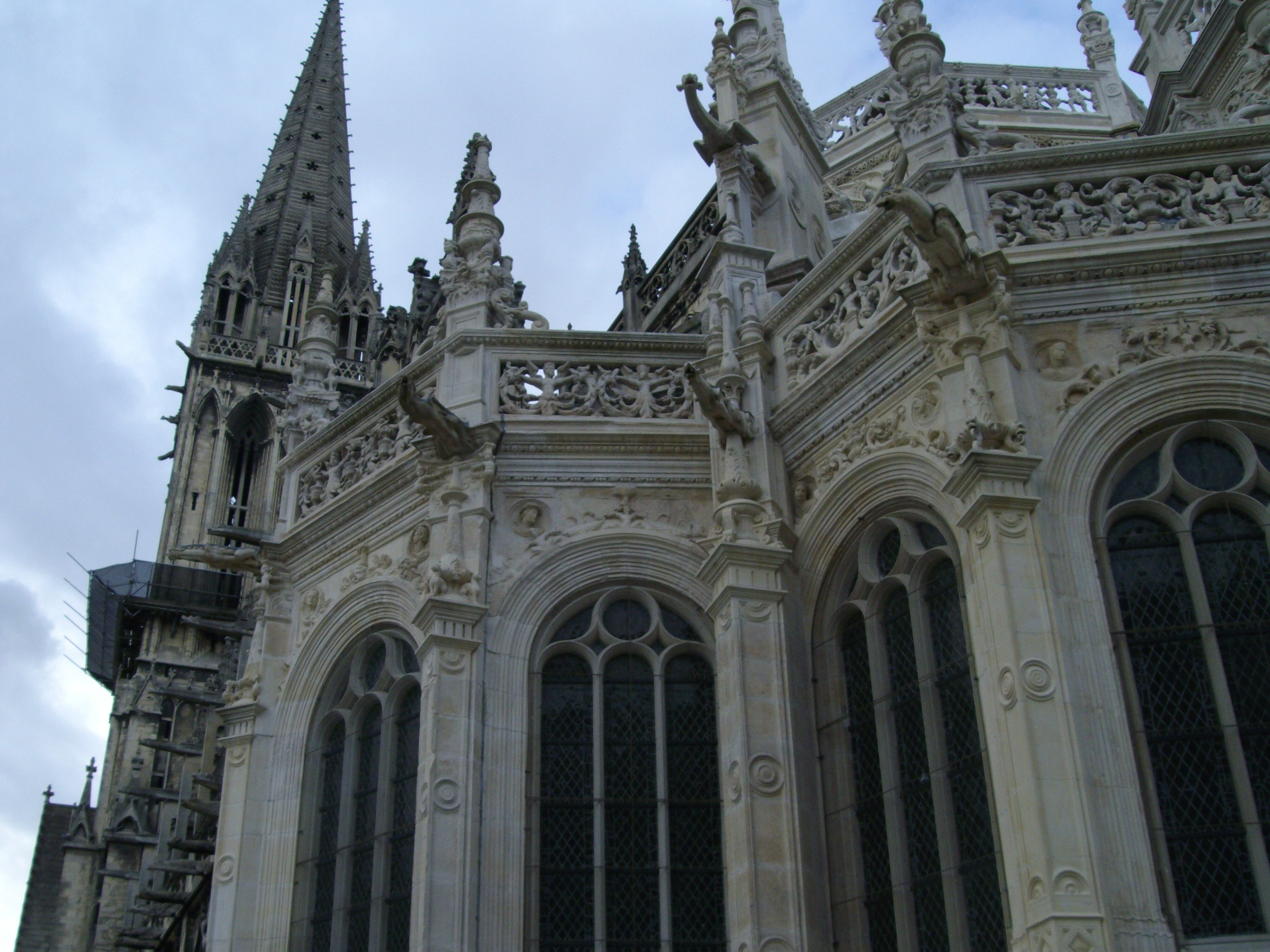
Chevet de l'église Saint-Pierre de Caen

### Les Guerres de religion et le début de la Contre-Réforme (XVIesiècle)
- 1544 : quelques statues de saints sont brisées au portail des églises
- Septembre 1552 : création du présidial de Caen[4]
- 1560 : assemblées publiques de prédicateurs blâmant "l'Idolâtrie catholique"
- 1562 - 1563 : troubles liées aux guerres de religion
  - 1562
    - 8 et 9 mai : pillage des églises par les Huguenots ; les tombeaux de Guillaume le Conquérant et de la Reine Mathilde sont profanés
    - 1562 : la collégiale du Saint-Sépulcre est investi par les Protestants ; le Duc de Bouillon, gouverneur du Château mais partisan des Calvinistes, la fait détruire à coup de canon sous prétexte que sa position élevée pouvait inquiéter la forteresse[N 14]

  - 1563 : occupation de la ville par l'Amiral de Coligny
    - Février : chute de la ville ; des bourgeois, notamment Étienne Duval de Mondrainville, sont molestés
    - 2 mars : chute du Château
    - 19 mars : Édit d'Amboise, l'Amiral de Colignyet la majeure partie de ses troupes quittent la ville ; avant de partir il donne l'ordre à son lieutenant, Montgomery, de saccager l'Abbaye aux Hommes, le Couvent des Cordeliers et celui des Carmes
    - 24 août : entrée solennelle de Charles IX, accompagné de sa mère, Catherine de Médicis, du Connétable de Montmorency et du Chancelier de L'Hospital
- 1577 : fondation du Couvent des Capucins sur le territoire du prieuré de Brécourt, offert par le cardinal Farnèse, alors abbé de l'Abbaye aux Hommes[N 15] (actuel locaux du Bon Sauveur)
- 1584 : une épidémie de peste fait 10 000 morts
- Janvier 1589-avril 1594 : troubles provoqués par la Ligue à Rouen ; Henri III fait transférer le Parlement de Normandie, la Cour des aides et la Chambre des Comptes qui s'installent alors dans le Couvent des Cordeliers de Caen
- 1592 : épidémies de peste, surtout dans le Vaugueux
- Mai 1594 : Henri IV crée par lettre patente une nouvelle foire franche
- 1596 : restauration spirituelle et matérielle de l'Abbaye d'Ardenne par le prieur Jean de la Croix, venu de l’abbaye de Belle-Étoile

## DuGrand SiècleauSiècle des Lumières(XVIIeetXVIIIesiècles)

### LaContre-Réformeet les premières grandes opérations d'urbanisme(XVIIesiècle)
- XVIIe siècle : essor architectural en ville et dans les villages alentour (hôtels particuliers de Caen et logis de chasse)
  - Hôtel Duquesnoy de Thon, Hôtel de Colomby, Hôtel Bourguignon du Perré, Hôtel Daumesnil (vers 1657-1658)
  - Reconstruction du Logis des Gouverneurs au Château de Caen
  - Châteaux de Valleuil et du Vast (1620) à Mondeville, Château de Colombelles
- XVIIe siècle : début de l'exploitation de la pierre de Caen à la Maladrerie (ainsi qu'en partie à Bretteville-sur-Odon et à Carpiquet
- 1608 : les Jésuites fondent le collège Royal-Bourbon dans l'ancien Collège du Mont
- 1609 : consécration solennelle de l’abbatiale d'Ardenne
- 1612 : construction du temple protestant, le Godiveau[N 16], rue au Presche (actuelle rue de Bretagne) dans le Bourg l'Abbé
- 1616 : les Carmélites s'établissent dans la rue Guilbert ; leur église est consacrée en 1626
- 1618 : l'abbesse Laurence de Budos oblige les religieuses de l'abbaye aux Dames à respecter la règle de Saint-Benoît
- 1620 : La ville de Caen étant disposée à recevoir le Roi, le Grand Prieur de Vendôme, Gouverneur de Caen et du Château, fidèle à Marie de Médicis, s'étant retiré à Angers avant l'arrivée des troupes royales, envoie le Capitaine Prudent pour garder le château. Celui-ci fait braquer les canons sur la ville fidèle à Louis XIII.
  - 14 juillet : le Maréchal de Praslin commence le siège du château[5]
  - 15 juillet : Louis XIII reçoit des mains des échevins les clés de la ville et entre solennellement dans Caen
  - 18 juillet : capitulation du Capitaine Prudent
- 1622 : la Congrégation de l'Oratoire s'établit rue Guilbert, puis rue de l'Oratoire en 1653
- 1624 : fondation du Couvent des Ursulines au sud de la rue Saint-Jean (vers l'actuelle rue Singer)
- 1624, 1626 et 1631 : une épidémie de peste pousse les échevins à la fuite ou oblige l'Université de Caen à repousser sa rentrée
- 1626 : restauration du culte à l'abbatiale Saint-Étienne après 64 ans d'abandon
- 1629 : l'Abbaye d'Ardenne adhère à la réforme du rite prémontré ; elle devient la plus puissante abbaye prémontrée de Normandie
- 1629-1635 : aménagement de la Place Saint-Pierre par la destruction de maisons de la rue de la Pâtisserie, ou de la Cuisinerie, et de la rue du Change
- 1631-1632 : les sœurs de l'Ordre de la Visitation s'installent rue Saint-Jean, puis fondent le couvent de la Visitation de Caen (actuel Quartier Lorge), rue des Capucins (actuelle rue Caponière) ; leur église est consacrée en 1668
- 1636 : début de l'urbanisation du Pré des Ebats
- 1638 : création d'une cour des aides à Caen
- 1639 : les Bénédictins de l'Abbaye aux Hommes introduisent la réforme de Saint Maur
- 13 août 1639 : sédition des Nus Pieds, dont le meneur est surnommé Bras Nus, contre la hausse d'impôts provoquée par la Guerre de Trente Ans
  - Fin août : tentative de retour au calme menée par le Lieutenant de Matignon
  - Novembre : le Maréchal de camp Grasson, à la tête d'une troupe de 5 000 hommes, et le Chancelier Séguier mènent tour à tour la répression
- Octobre 1642 : le Cardinal Richelieu reconnaît l'établissement des religieuses de Notre Dame du Refuge (Notre Dame de la Charité depuis 1646) fondé par Jean Eudes l'année précédente
- 1643 : Jean Eudes fonde la Congrégation de Jésus et Marie ; il établit la mission dans la maison à l'angle des actuelles rues Jean Eudes et Saint-Laurent
- 1643 : les Petites Bénédictines s'établissent à l'emplacement de l'Hôtel de Loraille (rue de Geôle)
- 1652-1662 : fondation de l'académie de Caen et de l'académie de physique de Caen
- 1658-1703 : construction du séminaire des Eudistes sur le côté est de la place de la Chaussée (actuelle place de la République)
- 1671-1682 : fondation du Couvent des Nouvelles Catholiques en 1671 par l'Évêque de Bayeux pour accueillir les jeunes filles désirant abjurer la foi protestante ; en 1682, les Nouveaux Catholiques s'installe rue de l'Odon (actuelle rue Vauquelin)
- 1675-1691 : construction de l'Hôpital général de la Charité, appelé plus communément hospice Saint-Louis, à côté de l'Hôtel-Dieu
- 1679 : inauguration de la Place Royale, ancienne place de la Chaussée
- 1679 : redressement de l'Orne entre les carrières de Ranville et Clopée à Mondeville[6]
- 1684-1689 : construction par les Jésuites de l'église Sainte-Catherine-des-Arts (actuelle église Notre-Dame-de-la-Gloriette)
- 1685 : une statue de Louis XIV est érigée Place Royale
- Juin 1685 : interdiction de l'exercice du culte protestant ; le Godiveau, le temple protestant est détruit au son des tambours et des trompettes et ses matériaux utilisés pour la construction de l'Hôpital Saint-Louis
- Novembre 1688 : alors que la flotte de Guillaume d'Orange passe au large des côtes de la Basse-Normandie, les Protestants sont accusés d'espionnage et molestés par la population
- 1689 : Louis XIV charge l'Intendant Nicolas-Joseph Foucault de ramener l'unité religieuse en Basse-Normandie ; la persécution des Protestants s'amplifie
- 1689 : création de la grande maîtrise de Caen[7]
- 1692 : nouvelle émeute populaire contre les huguenots
- Fin XVIIe siècle : la plupart des protestants fuient la cité vers l'Angleterre ou l'Allemagne, affaiblissant ainsi le commerce de la ville
- 1692 : Louis XIV supprime les élections municipales
- 1696 : la léproserie de Beaulieu est rattachée à l'Hôtel-Dieu et devient un dépôt de mendicité
- 1698 : installation de lanternes dans la ville

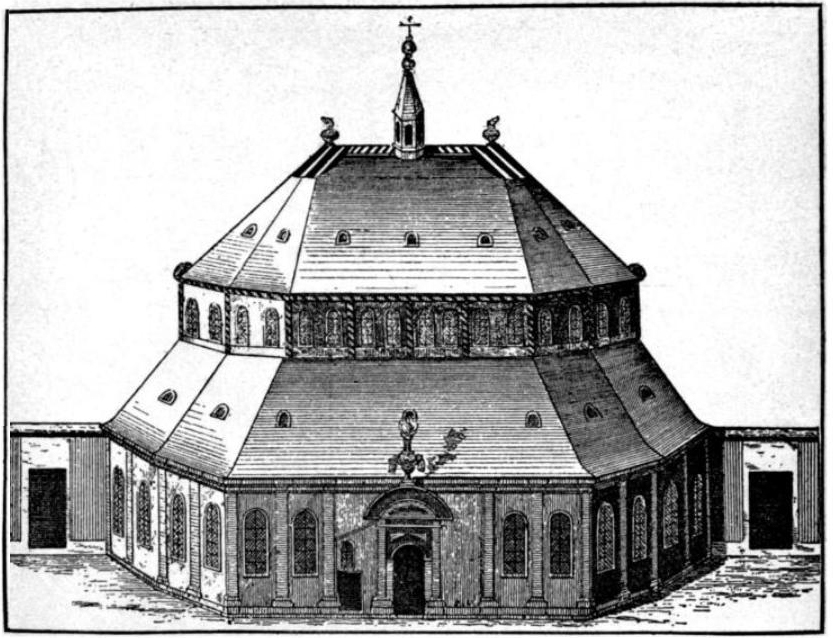
Le Godiveau, temple protestant, construit en 1612 et détruit en 1685
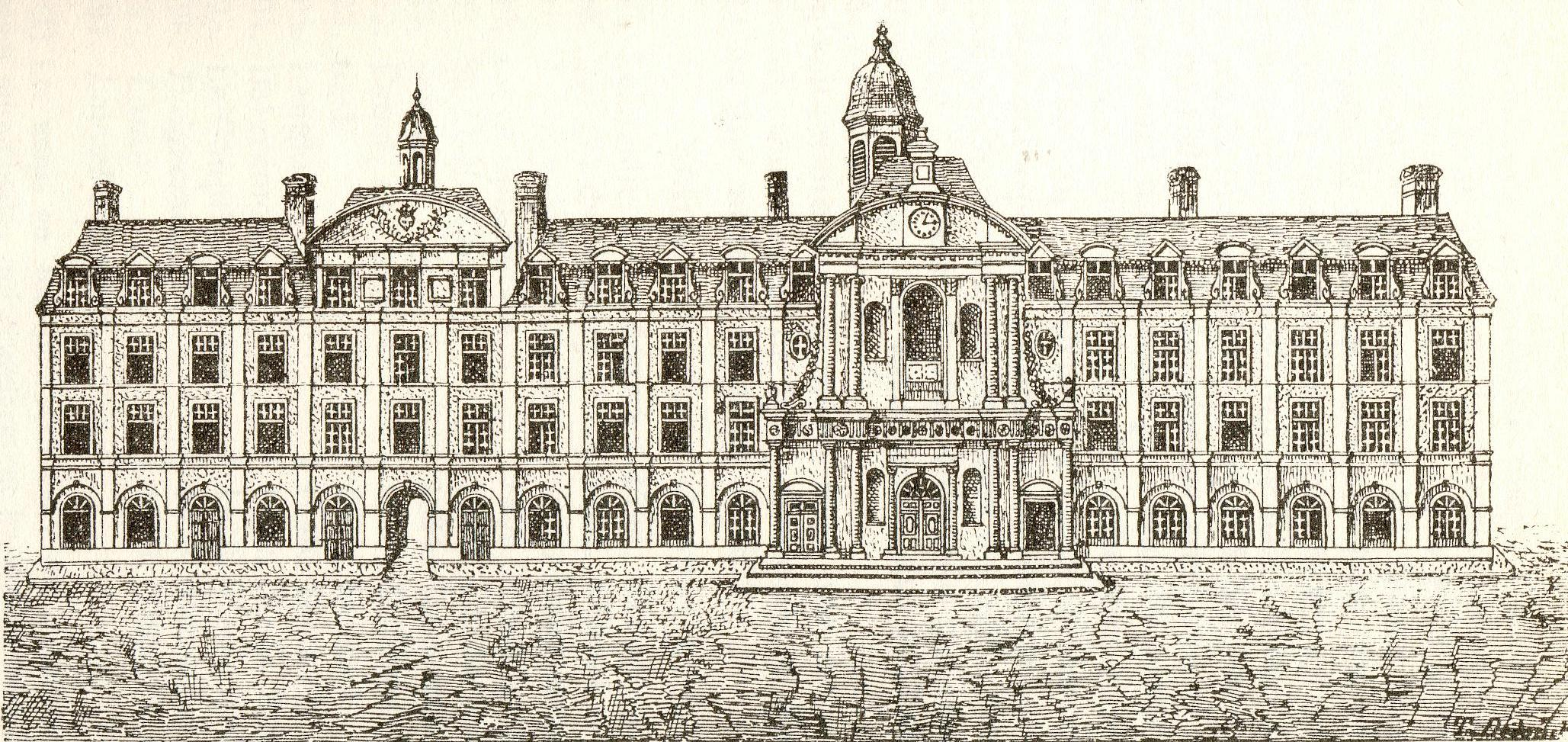
Séminaire des Eudistes de Caen, sur la Place Royale
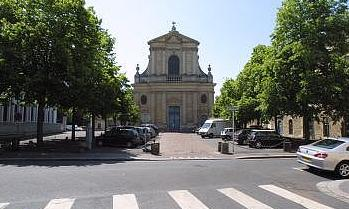
Façade de l'église Notre-Dame-de-la-Gloriette, construction typique du style jésuite

### La ville auSiècle des Lumières(XVIIIesiècle)
- 1694-1701 : construction de nouveaux bâtiments de l’Université de Caen sur les plans de l'architecte Brodon au pied du chevet de l’église Saint-Sauveur (actuelle église du Vieux Saint-Sauveur)
- XVIIIe siècle : essor architectural en ville et dans les villages alentour (hôtels particuliers de Caen et logis de chasse)
  - Hôtel de Blangy, Hôtel de Fontenay (actuelle succursale de la Banque de France à Caen), Hôtel Canteuil de Condé (1747), Hôtel de Fouet, Hôtel Marescot de Prémare, pavillon de la Police de la Foire
  - Château de Bellemaist[N 17] à Mondeville, Château de la Guérinière[N 18] (construit pour François Robichon de La Guérinière), Château de Louvigny
- 1702-1726 : reconstruction des bâtiments conventuels de l'abbaye aux Dames par Guillaume de La Tremblaye
- 1704 : les offices d'échevin des nobles, des bourgeois et des marchands sont transformés en charges vénales
- 1704-1843 : reconstruction des bâtiments conventuels de l'Abbaye aux Hommes par Guillaume de La Tremblaye
- 1705 : Louis XIV reconnaît l'Académie royale des Belles-Lettres de Caen
- 1711 : fondation de la juridiction consulaire de Caen[8]
- 1713 et 1715 : émeutes contre la cherté du blé
- 1720 : Anne Le Roy fonde à Vaucelles le Bon-Sauveur
- Années 1720 : début de la construction de la caserne Hamelin (vers l'actuelle place du 36e RI)
- 25-26 juin 1725 : graves émeutes contre la cherté du blé, l'Intendant d'Aube est chassé du Tripot (halle au blé) et des hôtels particuliers de la Place Royale sont mis à sac[6]
- 1726 : création de l'esplanade de l'Abbaye aux Hommes (actuelle esplanade Jean-Marie Louvel)
- 1728 : fondation de l'école de dressage et d’équitation de Caen (actuellement caserne de pompiers du Canada)[9]
- 1735 : ordonnance des échevins pour le réaménagement de la place Saint-Sauveur
- 1736-1739 : création du jardin des plantes de Caen, propriété de la faculté de médecine de l'université de Caen[10]
- Octobre 1741 : arrêt de Louis XV réunissant les vicomtés de Caen et d'Évrecy au présidial et grand bailliage de Caen
- 1754 : après la démolition du Châtelet, la municipalité s'installe dans l'Hôtel d'Escoville
- 1752-1775 : François-Jean Orceau de Fontette est Intendant de la Généralité de Caen ; grands travaux d'urbanisme
  - Réaménagement de la Place Saint-Sauveur
  - Création de la rue Saint-Benoît (actuelle rue Guillaume le Conquérant) et de la place des tribunaux (actuelle place Fontette)
  - Début de la destruction des fortifications de Caen
    - Vers 1750-1760 : Porte de Bayeux
    - 1753 : démolition de la Porte Millet
    - 1754-1755 : démolition du Châtelet du Pont Saint-Pierre[11]
- 1762 : les Jésuites sont expulsés de France ; à Caen, leur collège est incorporé à l'Université
- 30 décembre 1775 : un séisme frappe la ville de Caen et sa région, provoquant des dégâts matériels et quelques blessés[12]
- 1752-1785 : réaménagement du Port ; suppression des méandres de l'Orne entre Caen et Clopée[N 19] (vers 1780)
- Années 1780 : construction des façades classique des églises du Vieux Saint-Sauveur et Saint-Michel-de-Vaucelles
- 1er mars 1780 : arrêt du parlement de normandie confirmant un arrêt du bailliage de Caen imposant le transfert hors la ville de la plupart des cimetières et l'agrandissement de ceux de Saint-Michel-de-Vaucelles et Saint-Ouen ; un terrain est proposé dans le clos de Beuvrelu, situé dans la paroisse Saint-Martin
- 1781 : début de la construction du Palais de Justice
- Mai 1783 : le parlement de Normandie exige que la ville suive l'arrêt de 1780 (mais le projet de cimetière unique est abandonné) ; transfert des cimetières extramuros
  - 1783 : bénédiction du cimetière Saint-Pierre au nord,
  - novembre 1783 : ouverture du cimetière protestant (dit cimetière de Foy)
  - cimetière Saint-Jean dans les carrières de Vaucelles
  - 4 avril 1785 : bénédiction du cimetière des Quatre-Nations[N 20] dans le faubourg Saint-Julien
- 1786 : comblement des Fossés Saint-Julien, aménagés en promenade
- 1788 : démolition de la Tour Chatimoine pour permettre la construction des prisons du nouveau palais de justice de Caen

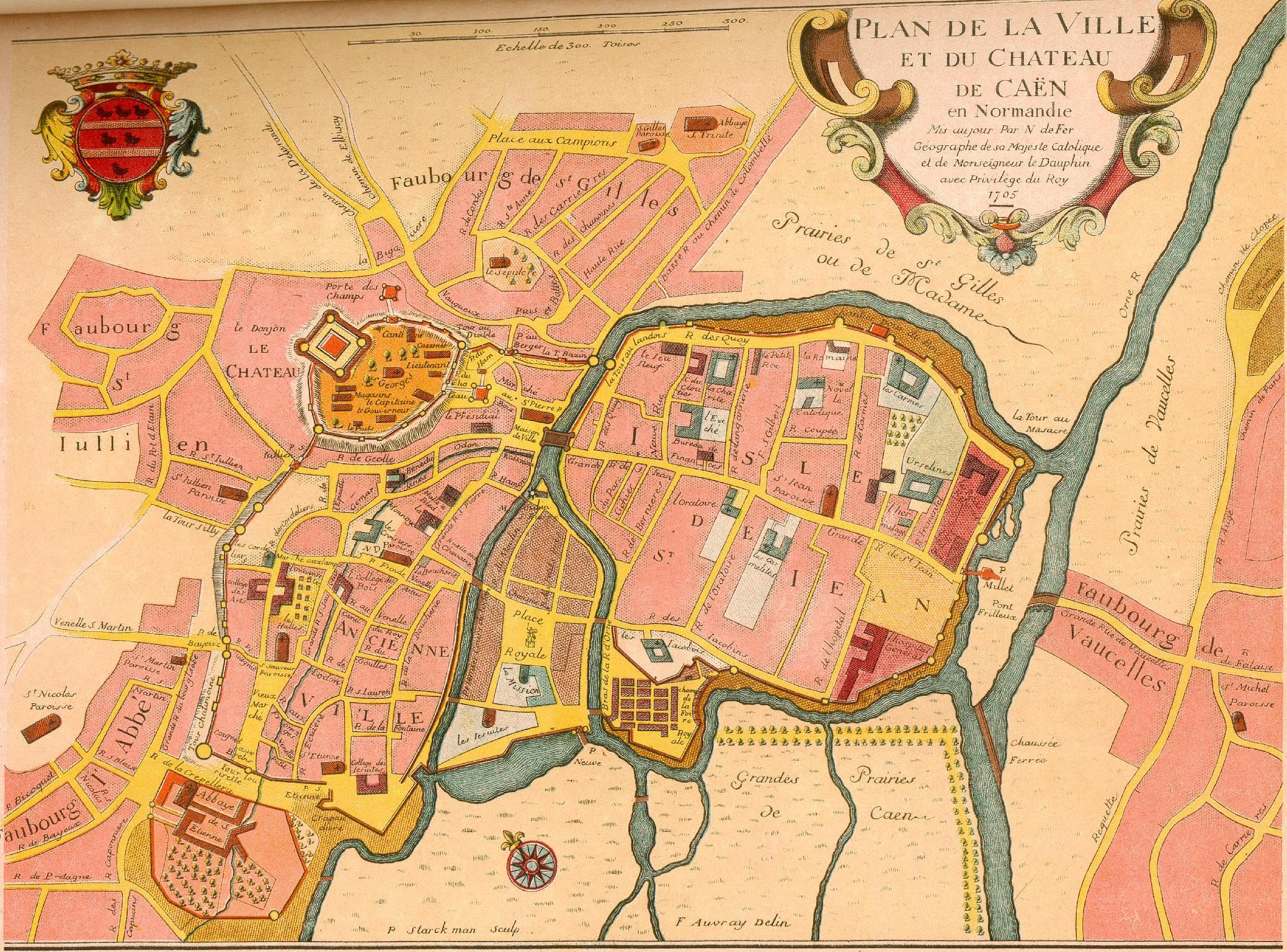
Plan de Caen en 1705
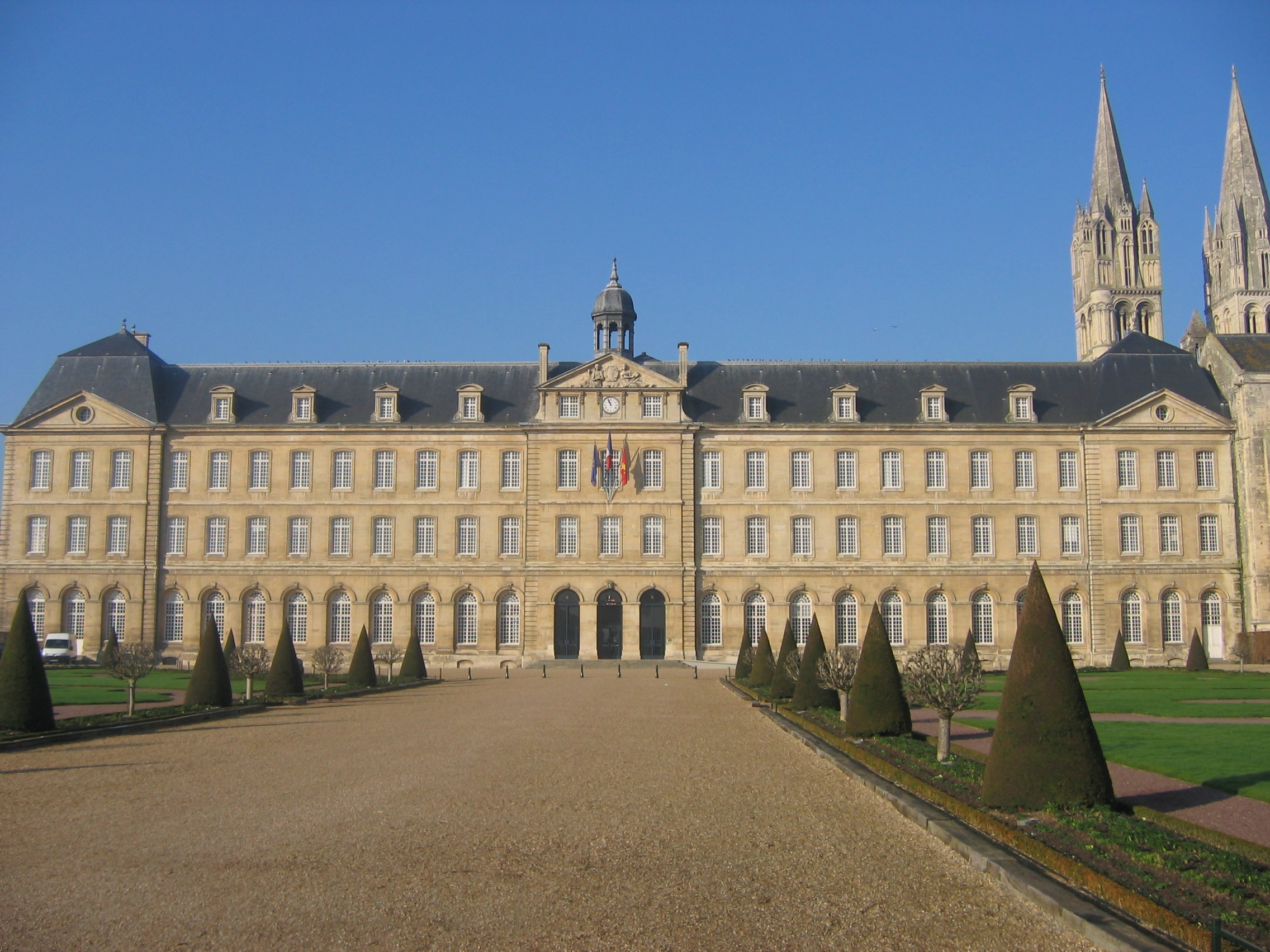
Bâtiments conventuels de l'Abbaye aux Hommes construits au XVIIIe siècle-XIXe siècle
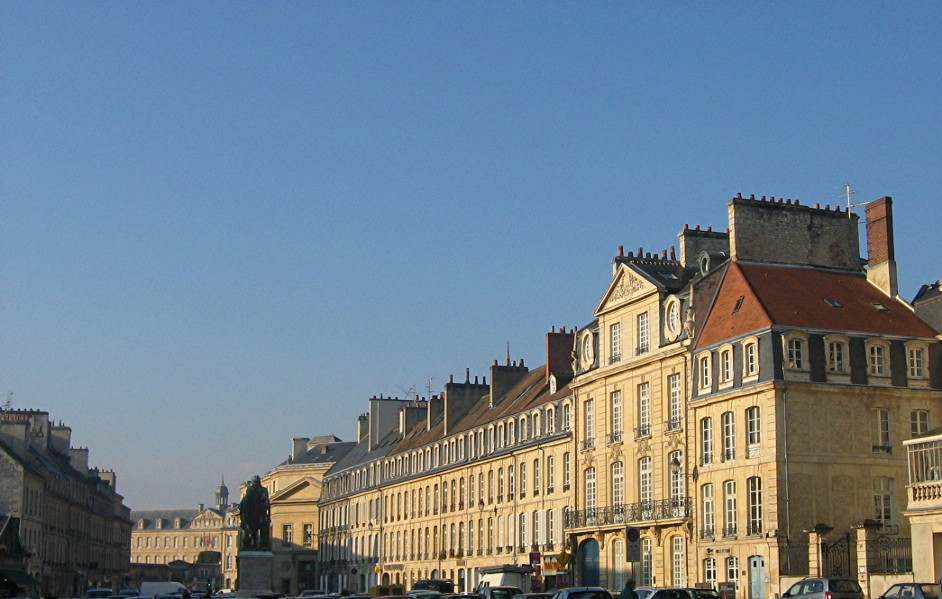
La place Saint-Sauveur, réaménagée en profondeur au milieu du XVIIIe siècle
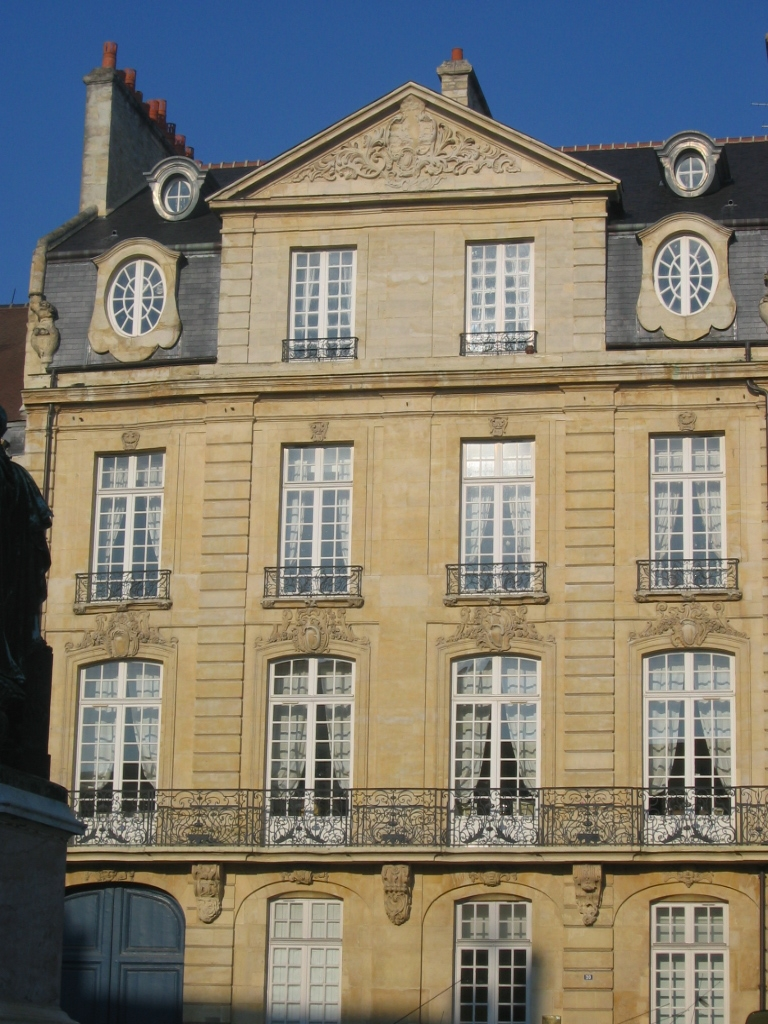
L'Hôtel de Fouet, très bel exemple du style Louis XV
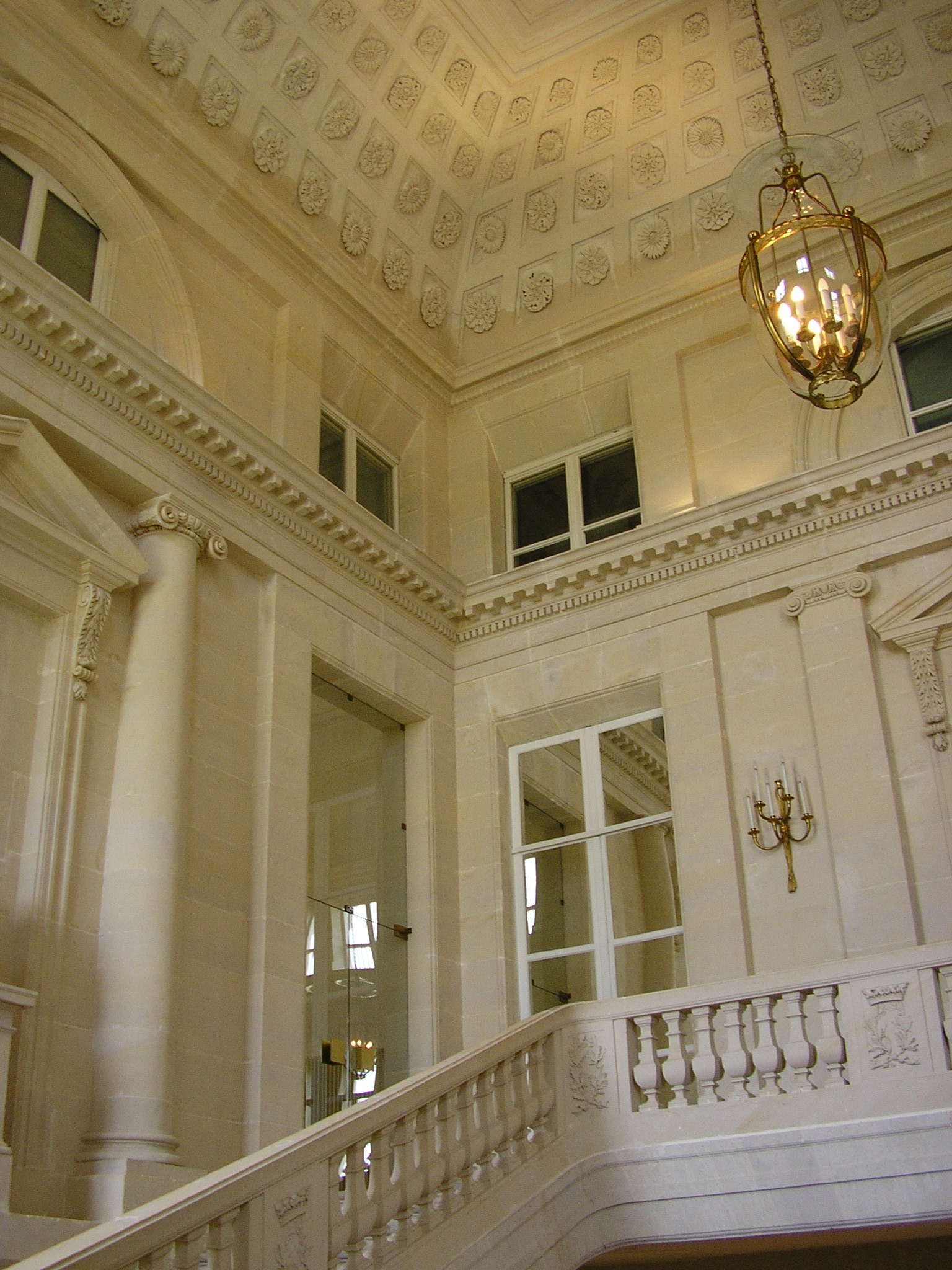
Le Château de Bénouville, œuvre de Ledoux, est un des plus importants édifices classiques construit dans la périphérie de Caen au XVIIIe siècle
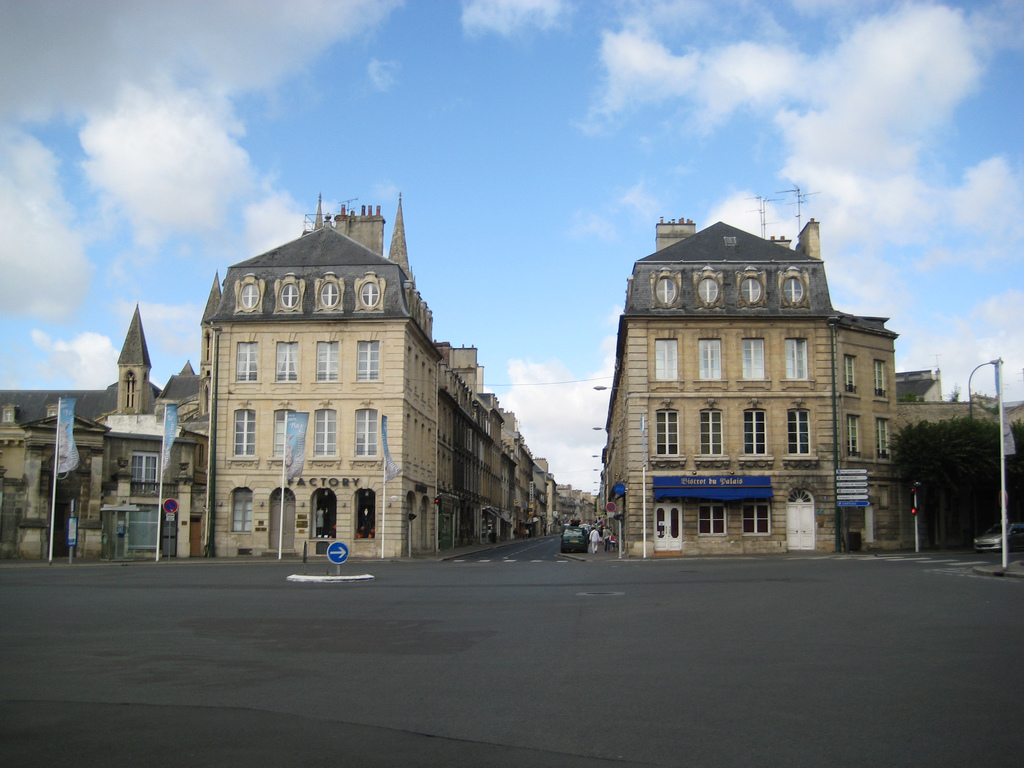
La Place Fontette, créée sur les remparts de la ville à partir de 1760
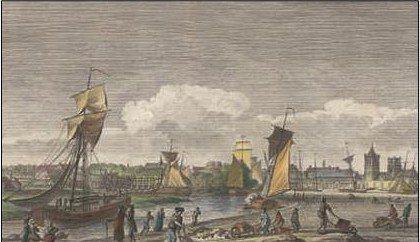
Le port, vu depuis Vaucelles

## LaRévolution française
- Été 1789 : agitation provoquée par la disette
- 1789 : journées révolutionnaires
  - 18 juillet : les Caennais apprennent la prise de la Bastille et s'emparent du Château de Caen, commandé depuis peu par le Général Dumouriez
  - 11 août : échauffourée entre le régiment des Bourbons, commandé par Henri de Belzunce, et les miliciens bourgeois ; les émeutiers prennent d'assaut les casernes
  - 12 août : Henri de Belzunce, qui s'est livré la veille, est mené au Château ; il est massacré par la foule sur la place Saint-Pierre
- 1er juillet 1790 : grande fête des fédérés dans la plaine d'Ifs[13]
- 12 juillet 1790 : constitution civile du clergé
  - Les 46 professeurs, membres de l'Université, refusent de prêter serment
  - Le maire, M. de Vendeuvre, démissionne
  - Les couvents sont fermés et parfois détruits (couvent des Croisiers, des Carmélites, des Jacobins, une partie de l'Abbaye d'Ardenne)
  - 16 août 1791 : 60 prêtres de Caen et de ses environs sont enfermés dans le séminaire des Eudistes
  - 5 novembre 1791 : rixe entre des gardes nationaux et des aristocrates venus assister à la messe du curé insermenté de Saint-Jean; au même moment, des échauffourées éclatent place Saint-Sauveur entre les gardes nationaux et des gentilshommes
- 1791 : la statue de Louis XIV est détruite et la Place Royale est rebaptisée place de la Liberté
- 1792 : les bâtiments conventuels du Couvent de la Visitation, construits à partir de 1636, sont transformés en caserne pour le 73e Brigade de cuirassiers, puis pour le 8e Régiment de dragons et la municipalité s'installe dans l'ancien séminaire des Eudistes
- 5 septembre 1792 : enfermé au Château de Caen Georges Bayeux, ancien secrétaire de Necker, doit passer devant le directoire, situé à l'Abbaye aux Hommes, pour plaider sa libération ; il est massacré sur la place Fontette par la foule inquiète de la défaite de Longwy et exhortée par les massacres des prisons de Paris
- 5 avril 1793 : le curé de Saint-Gilles est guillotiné ; le peuple, aidé par les Gardes nationaux, s'empare de condamnés enfermés dans les prisons et les guillotinent
- 1793 : soulèvement de Caen contre la Convention nationale (insurrection fédéraliste)
  - La section caennaise des Jacobins de Caen rompt ses attaches avec ceux de Paris
  - Juin 1793 : à Paris, les Montagnards évincent les Girondins ; 18 Girondins proscrits se réfugient à Caen et tiennent des réunions dans l'ancien hôtel de l'Intendant, rue des Carmes auxquelles assiste Charlotte Corday
  - 31 mai : Création d'une armée départementale et envoi d'une députation, menée par le chef des Carabots, devant la Convention
  - 7 juin : retour de la députation ; le Calvados est déclaré « en état d'insurrection et de résistance à l'oppression »
  - 9 juillet : devant la faiblesse de la mobilisation des Caennais dans l'armée fédéraliste, Charlotte Corday se rend à Paris où elle tue Marat
  - 13 juillet : l'armée fédéraliste est défaite à Vernon ; les Girondins quittent la ville
  - 2 août : Entrée de "l'armée de pacification" qui mène une répression modérée ; la Convention ordonne la destruction du Château de Caen, seul le Donjon sera rasé
- Laplanche est envoyé à Caen pour représenter la Convention ; exacerbation de l'anticléricalisme
  - Le culte de la Raison et de l'Être suprême est institué ; l'église Saint-Pierre devient Temple de la Raison et l'abbatiale Saint-Étienne accueille le culte de l'Être suprême
  - Les religieuses sont chassées de l'Hospice Saint-Louis (1793), puis l'Hôtel-Dieu (1794)
  - 1794 : plus de 140 prêtres et religieuses sont emprisonnés aux Carmes, aux Carmélites et au Bon Sauveur
  - Les églises sont désaffectées (certaines ne furent jamais rouvertes au culte) ; l'église Saint-Martin est détruite
- 31 décembre 1796 : rentrée solennelle de l'école centrale de Caen dans l'ancien palais de l'Université[14] ; les écoles centrales sont supprimées en 1802

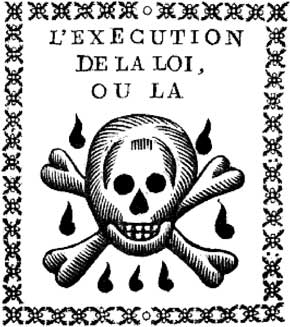
Insigne du club des Carabots
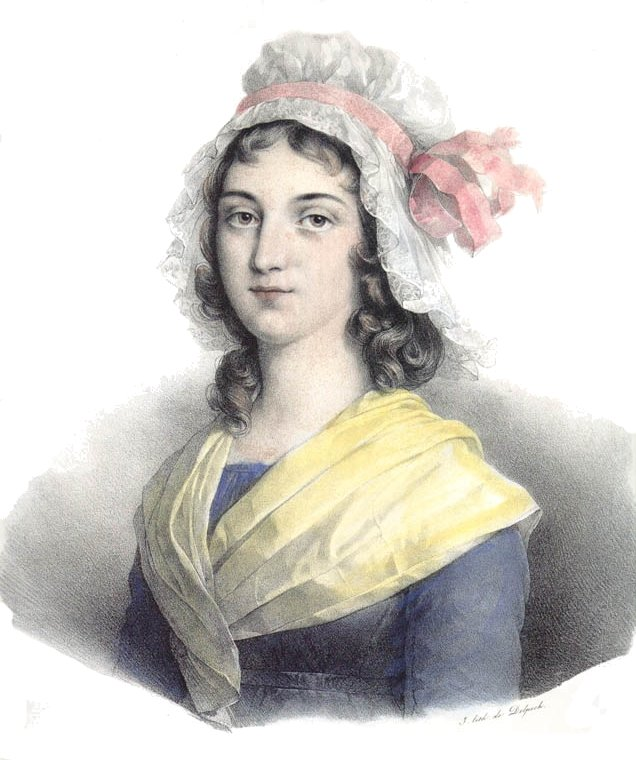
Le 9 juillet 1793, Charlotte Corday quitte Caen pour aller tuer Marat
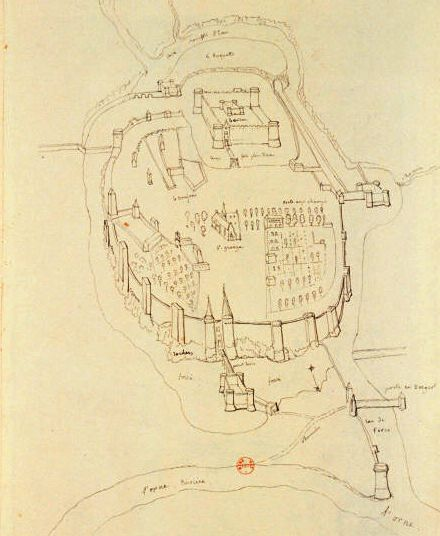
Représentation du château de Caen avant la démolition du Donjon

## XIXesiècle

### DuPremier Empireà laRestauration
- XVIIIe siècle-XIXe siècle : apogée de l'exploitation de la pierre de Caen
- 1er août 1801 : établissement d'une bourse de commerce[15]
- 1802 : le culte est rétabli dans certaines églises
  - culte rétabli
    - Saint-Étienne qui devient église paroissiale
    - Saint-Pierre, Saint-Jean
    - Notre-Dame-de-Froide-Rue qui prend alors le nom de Saint-Sauveur
    - Sainte-Catherine-des-Arts qui prend alors le nom de Notre-Dame-de-la-Gloriette
    - Saint-Michel-de-Vaucelles
    - Saint-Ouen
    - Saint-Gilles
    - Saint-Julien

  - culte non rétabli
    - églises Saint-Étienne-le-Vieux et Saint-Nicolas-des-Champs transformées en dépendance des casernes (écurie, magasin de fourrage…)
    - église Saint-Sauveur, désormais appelé le Vieux Saint-Sauveur, transformée en halle au grain (plus tard, elle fera office de halle au beurre)
- 1803 : construction d'un nouveau temple protestant, rue de Geôle, dans les dépendances de l'ancien couvent des Bénédictines
- 20 juillet 1804 : fondation du Lycée de Caen ou Lycée Impérial (Lycée Malherbe depuis 1892)
- 21 septembre 1804 : une des douze écoles de Droit, instituées par la loi du 22 ventôse an XII (12 mars 1804), est établie à Caen[16].
- 1805 : les Filles du Bon Sauveur se réunissent à nouveau et s'installent dans l'ancien couvent des Capucins ; développement rapide de l'asile qui devient un des principales établissement de France
- 1806 : le Préfet Caffarelli installe sa résidence dans l'Hôtel de Mannerville et ses services dans l'ancien Collège du Mont
- 1808-1817 : l'ancienne léproserie de Beaulieu est utilisée comme prison pour les condamnés du Calvados
- 1809-1818 : l'abbaye aux Dames est utilisée comme dépôt de mendicité
- 1810 : les sœurs de l'Ordre de la Visitation émigrent dans l'ancienne maison abbatiale des bénédictins et aménagent le monastère des Visitandines de Caen
- 1812 : émeute contre la cherté du blé[17]
  - 2 mars : bousculade à la halle au grain (ancienne église Saint-Sauveur), le préfet Méchin et le maire de Caen, Lentaigne de Logivière, sont conspués ; le soir, une foule d'environ 200 personnes met à sac le moulin de Montaigu à Vaucelles
  - 3 mars : arrivée du 200 fantassins ; plusieurs dizaines de personnes sont arrêtées
  - 6 mars : entrée solennelle du comte Antoine Durosnel, général de brigade et aide de camp de l'Empereur
  - 14 mars : jugement des 61 prévenus par une commission militaire siégeant au Château ; ils sont condamnés à mort, aux travaux forcés ou à la réclusion à la Prison de Beaulieu
- 1813-1857 : construction de l'Hôtel de la Préfecture à la place de l'Hôtel de Mannerville
- 1819 : fondation à Caen d'une association d'assurance mutuelle[18]
- 1820-1823 : le cloître et le logis abbatial de l'Abbaye d'Ardenne sont détruits
- Années 1820-1830 : démolition de plusieurs vestiges restant des remparts
- 23 avril 1821 : ordonnance du Roi qui détermine l'ordre suivant lequel les bonnes villes du royaume prendront rang ; Caen est 15e[19]
- 23 mai 1821 : fondation de la chambre de commerce de Caen[20]
- 21 août 1822 : ordonnance créant le conseil de prud'hommes de Caen[21]
- 16 novembre 1823 : l'Hôtel-Dieu est transféré dans l'abbaye aux Dames
- 1823 : fondation par Arcisse de Caumont de la Société linnéenne de Normandie et de la Société des antiquaires de Normandie
- 1826 : fondation des chantiers navals
- 1828 : une nouvelle statue en bronze de Louis XIV est érigée sur la Place Royale
- 1829 : agrandissement du jardin des plantes[22]

Caen en 1817
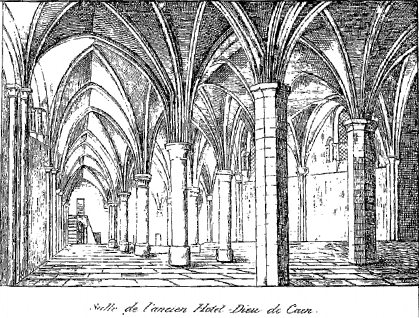
Salle de l'ancien hôtel-Dieu
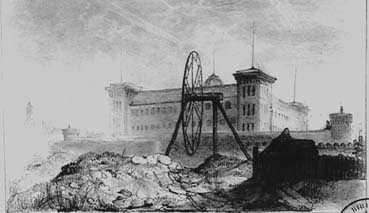
L'ancienne Maladrerie de Beaulieu en 1837, reconvertie en prison

### De lamonarchie de JuilletauSecond Empire
- Années 1830 : destruction de l'ancien Hôtel-Dieu ; aménagement du quartier Singer par David Singer[23]
- 1831 : bénédiction du nouveau cimetière Saint-Gilles, jouxtant le cimetière Saint-Pierre
- 1832 : ouverture de la nouvelle poissonnerie[24] ; début de la construction des nouveaux abattoirs à Vaucelles[25]
- 1832 : du 15 mai au 1er octobre, épidémie de choléra, 110 décès[26]
- 1834-1840 : premières courses de trotteurs sur le nouvel hippodrome aménagé dans la Prairie ; construction des tribunes (1840)
- 1834 : fondation de la Société française pour la conservation et la description des monuments historiques par Arcisse de Caumont[27]
- 1835 : création de la Caisse d'Épargne de Caen[28]
- 1835-1841 : de vastes écuries, aménagées pour héberger jusqu'à 700 chevaux, sont construites dans la Caserne de la Visitation qui devient alors Caserne de la Remonte (Quartier Lorge aujourd'hui)
- 1er avril 1836 : ouverture du passage Bellivet, première galerie marchande de la ville
- 1837 : ouverture d'une ligne de paquebots à vapeur entre Caen et le Havre[29]
- 1838 : construction d'une usine à gaz à l'emplacement de l'église Sainte-Paix en partie détruite
- 23 avril 1838 : ouverture du nouveau théâtre
- Années 1840-années 1850 : réaménagement de la Prison Beaulieu
- 21 août 1841 : ordonnance autorisant la création d'un comptoir d'escompte de la banque de France à Caen[30]
- 1842 : fondation par l’abbé Le Veneur à Saint-Gilles d'une "colonie agricole et industrielle" pour orphelins ; l'orphelinat Saint-Gilles, jugé insalubre, est fermé en 1880. Il est remplacé par une école industrielle fermée en 1924, les locaux étant repris par l'actuel institut Lemonnier en 1926 (détruits en 1944)[31]
- 1843 : aménagement de la Place d'Armes (ancien terrain de manœuvre pour la garnison) en marché aux chevaux

2 avril 1846 : les corps des religieuses du Bon-Sauveur sont transférés du cimetière Saint-Ouen vers le nouveau cimetière du Bon-Sauveur
- 1847 : destruction du Moulin Saint-Pierre
- Avril 1848 : des arbres de la Liberté sont plantés place Saint-Pierre et à la Maladrerie
- 3 mai 1848 : fondation du comptoir national d'escompte de Caen[32]
- 1848 : ouverture du Bassin Saint-Pierre
- 1849 : du 11 mai au 18 septembre, épidémie de choléra, 91 décès[26]
- 1er avril 1853 : tremblement de terre de 10 à 12 secondes[33]
- 6 septembre 1853 : ouverture de la ligne du télégraphe avec Paris
- 1854 : épidémie de choléra
- 1854 : application à Caen du décret-loi du 26 mars 1852 relatif aux rues de Paris[34]
- 1855 : fermeture des Halles de la Boucherie (emplacement du magasin Séphora) ; transfert des abattoirs à Vaucelles
- 1855 : la ligne Mantes-le-Jolie - Lisieux est prolongée jusqu'à la gare provisoire établie à Mondeville)
- 1855 : fondation du musée de la Société française d'archéologie dans l'ancienne chapelle du collège du Mont[35]
- Février 1856 : début du transport public avec un service de deux lignes d'omnibus à traction hippomobile[36].
- 1857 : achèvement d'un réseau complet de distribution d'eau[37]
- 23 août 1857 : inauguration du Canal de Caen à la mer par Napoléon III et l'Impératrice Eugénie
- Septembre 1857 : mise en service de la gare de Caen, inaugurée officiellement par Napoléon III et l'Impératrice Eugénie le 4 août 1858
- Années 1860 : déclin de la dentellerie (Blonde de Caen)
- À partir de 1860 : suppression du quartier insalubre de la foire ; des équipements publics le remplace (bains-douches, gendarmerie construit de 1857 à 1862, école)
- 1860 : ouverture du premier grand magasin de Caen, la Maison de Magron (actuel Monoprix)
- 1862-1864 : la Noë et une grande partie des Odon sont couvertes ; destruction du pont Saint-Pierre ; création du boulevard Saint-Pierre (actuels boulevards Maréchal Leclerc et des Alliés)
- 28 août 1862 : décret autorisant la création de magasins généraux et d'une salle des ventes[38]
- 1864 : l'église Saint-Gilles, dont le chœur a été démoli en 1863, perd son statut d'église paroissiale au profit de l'abbatiale de la Trinité ; La Trinité prend alors le nom de Saint-Gilles
- 2 novembre 1866 : bénédiction du cimetière de Vaucelles (premières inhumations dans ce cimetière dès 1862)
- 1866 : épidémie de choléra du 26 décembre 1865 au 31 janvier 1866, 178 décès[26]
- 1869 : construction de l'église Saint-Gerbold à Venoix (alors commune indépendante)

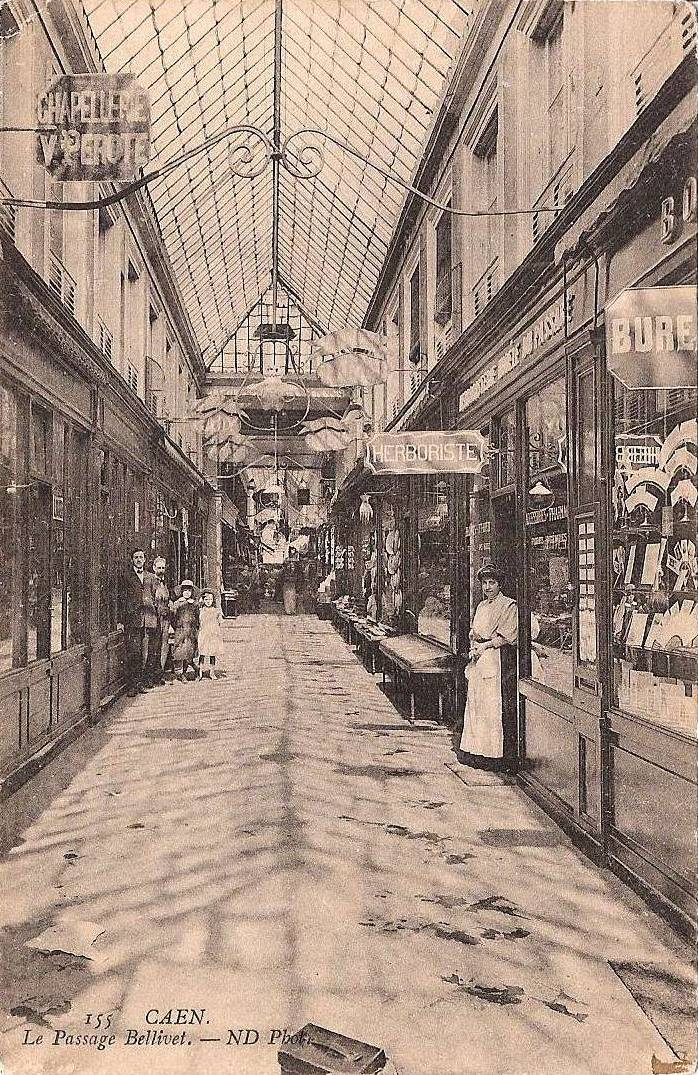
Le Passage Bellivet, première galerie marchande de la ville
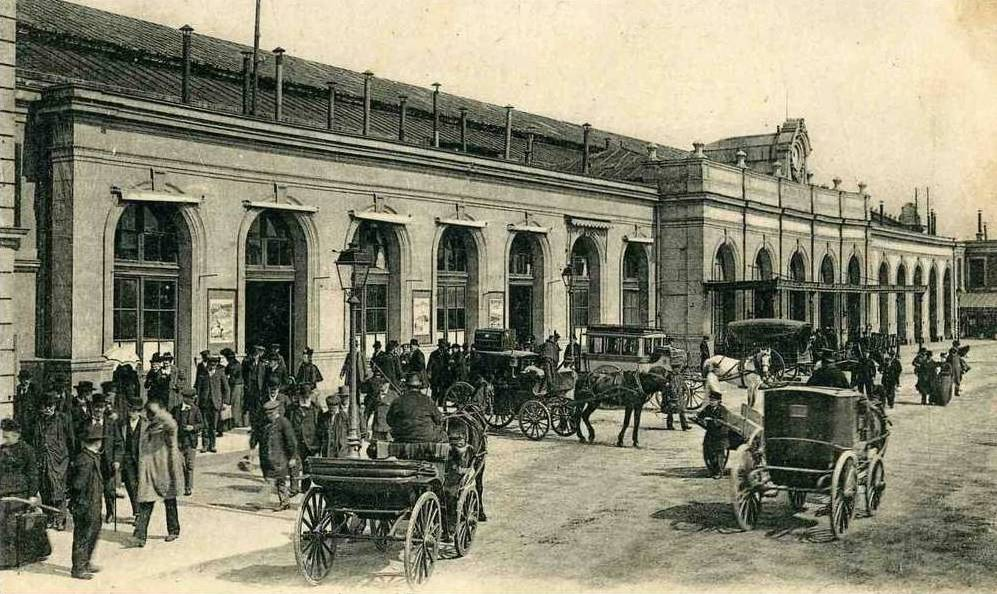
La Gare de l'Ouest, inaugurée en 1858
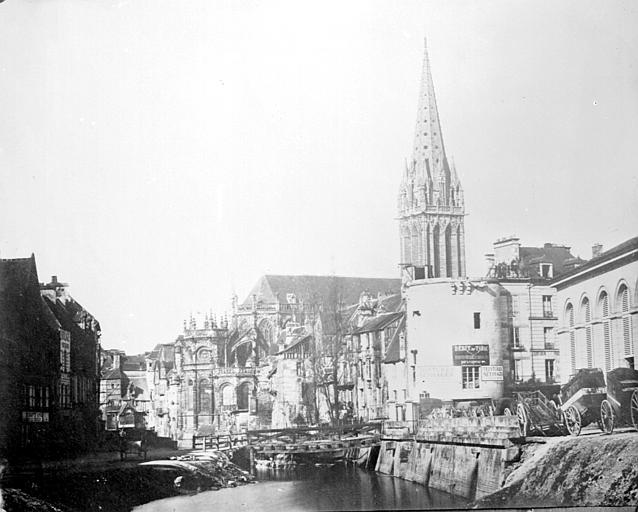
Les quais de l'Odon avant la couverture de la rivière

## LaTroisième République

### De laBelle Époque
- 1870 : construction de la caserne Lefèvre dans le Château
- 1871 : épidémie de variole
- 1873 : épidémie de choléra
- 10 mai 1873 : mise en service de la ligne Caen - Cerisy-Belle-Étoile
- 1874 : travaux hydrauliques
  - Construction d'un barrage-passerelle[N 21] sur l'Orne détruisant des derniers vestiges de la Chaussée ferrée. Il est inauguré au mois d'octobre[39]
  - Premier collecteur d'égouts, dans le quartier Saint-Jean
- 30 juin 1875 : inauguration de la ligne de Caen à la mer et ouverture de l'avenue de Courseulles (actuelle avenue du Canada) pour accéder à l'embarcadère (Caen-Saint-Martin)
- 1875 : épidémie de typhoïde
- 2 avril 1875 : la ville décide d'acheter « la propriété Fleury, adjointe au château de la Guérinière »[40] - un terrain de 27 Ha, plat, nu et de faible valeur agricole - pour servir de champ de manœuvres à la garnison de Caen
- 21 août 1877 : passage du président de la République Patrice de Mac-Mahon
- 12 septembre 1877 : ouverture du raccordement entre la ligne de Caen à la mer et le réseau d'intérêt général de la Compagnie des chemins de fer de l'Ouest
- 1880 : grands travaux
  - Creusement du Nouveau Bassin (agrandi en 1927)
  - 31 mars : décision de créer de deux grands cimetières au Nord-Ouest et au Nord-Est
  - Ouverture du marché couvert (inauguration en 1881)
- mars 1880 : laïcisation de la première école congrégationniste (école des filles de la rue de Geôle)
- 13 août 1880 : passage du président de la République Jules Grévy[41]
- 3 novembre 1880 : expulsion du couvent des Recollets à Sainte-Paix[42]
- 1er mai 1881 : ouverture de la ligne Caen - Dozulé-Putot
- 23 juillet 1881 : le château est définitivement rayé du tableau des places fortes[43]
- À partir des années 1880 : urbanisation des quartiers périphériques
- 14 avril 1882 : fondation de la Société de gymnastique de Caen, plus ancien club sportif de la ville[44]
- août 1882 : la Place Royale devient place de la République[45] ; la statue de Louis XIV est déplacée au mois de septembre[46] devant le Lycée Malherbe[N 22] et la place est transformée en square
- 1883-1887 : construction de l'École Primaire Supérieure (actuel Rectorat)
- 1884 : inauguration du bâtiment voyageurs de la Gare Saint-Martin
- juin 1885 : ouverture du cimetière nord-ouest (dit Saint-Gabriel)
- 23 octobre 1885 : inauguration du Pensionnat Saint-Joseph
- Janvier 1886 : premières inhumations au cimetière nord-est
- 22 août 1886 : ouverture de la ligne section Caen - Aunay-Saint-Georges de la ligne Caen - Vire, achevée le 1er juin 1891
- 1890 : progrès des réseaux modernes
  - 21 août : ouverture du service téléphonique entre Caen et Ouistreham
  - 27 septembre : inauguration officielle de l'éclairage électrique au café de la Bourse
- 1889 : exposition universelle de Paris ; la pierre de Caen, déjà considérée comme matériau noble est primée
- 1890-1893 : construction de la chapelle du Couvent de la Visitation
- Années 1890 : progrès des réseaux de transport
  - 1893 : ouverture de la ligne des chemins de fer du Calvados entre la place Courtonne et Bénouville avec une branche vers Luc-sur-Mer via la Riva Bella et un autre vers Dives-sur-Mer
  - juillet 1895 : la compagnie caennaise des omnibus tramways est créée afin de fournir un service organisé de transport en commun à traction hippomobile
- 4 mars 1894 : première édition du carnaval étudiant
- 6 mai 1894 : ouverture du premier court de tennis cours Caffarelli[47]
- 2 juin 1894 : inauguration du palais des facultés[48]
- 16 juillet 1894 : le conseil municipal renomme la rue cours la Reine en rue Sadi Carnot à la suite de l'assassinat du président de la République[49]
- 27 avril 1894 : mise en service d'un service d'omnibus de type « car Ripert » entre la gare de l'Ouest et la place des petites boucheries[50]
- 11 janvier 1896 : la place de la préfecture est rebaptisée place Gambetta, la rue de la chaîne en rue Pasteur
- 16 novembre 1896 : première séance de cinéma organisée à Caen au café de la Bourse (28, rue saint-Jean)[51].
- 1897 : ouverture du bazar de la rue Saint-Jean au nos 86-90 (grand bazar parisien à partir de 1914 ; grand bazar et nouvelles galeries à partir de 1933)
- 1er mai 1898 : mise en service du téléphone entre Caen et Paris[52]
- 2 décembre 1901: mise en service de la première ligne du réseau de tramways électriques
- 1902 : aménagement d'un bureau municipal d'hygiène
- 20 septembre 1902 : ouverture de la ligne des chemins de fer du Calvados entre la gare de Caen et Falaise
- janvier 1903 : création de la Société navale caennaise
- 4 octobre 1903 : pose de la première pierre de la bibliothèque du palais des facultés, rue Saint-Sauveur et de l'hôpital Clemenceau par le ministre Joseph Chaumié[53]
- 10 décembre 1903 : création de la bourse du travail sise au 26 rue Frémentel[54]
- 20 décembre 1904 : raccordement des deux gares caennaises des chemins de fer du Calvados (construction d'un nouveau pont sur l'Orne)
- 1904 : ouverture d'une bourse du travail[55]
- 1905 : séparation des Églises et de l'État en 1905 ; le couvent des Ursulines est confisqué par l'État
- 21 juin 1907 : création du syndicat d'initiative de la ville[56]
- 26 juillet 1908 : inauguration du nouvel hôpital (actuel CHR), construit dans le Clos de Vaubenard, par Georges Clemenceau, René Viviani et Henry Chéron ; les services de l'Hospice Saint-Louis sont transférés dans l'abbaye aux Dames
- 1909 : ouverture de la première salle de cinéma sédentaire, le cirque-cinéma Omnia, avenue Albert Sorel (emplacement actuel du Stade Hélitas)[57],[N 23]
- 27 juillet 1910 : premier meeting d'aviation (jusqu'au 2 août) sur le terrain d'aviation de Cormelles
- 1912 : création à l'initiative du baron Thyssen de la Société des Hauts Fourneaux et Aciéries (Société métallurgique de Normandie à partir de 1916)
- 23 octobre 1912 : ouverture du nouveau barrage sur l'Orne[58]
- 6 octobre 1913 : arrivée des premières unités du 43e Régiment d’Artillerie dans la nouvelle caserne encore inachevée (ancien quartier Claude Decaen)
- 15 octobre 1913 : naissance du Stade Malherbe Caennais
- février 1914 : construction du nouveau lycée de jeunes filles (actuel collège Pasteur) à l'emplacement de l'ancien couvent des Ursulines[59]

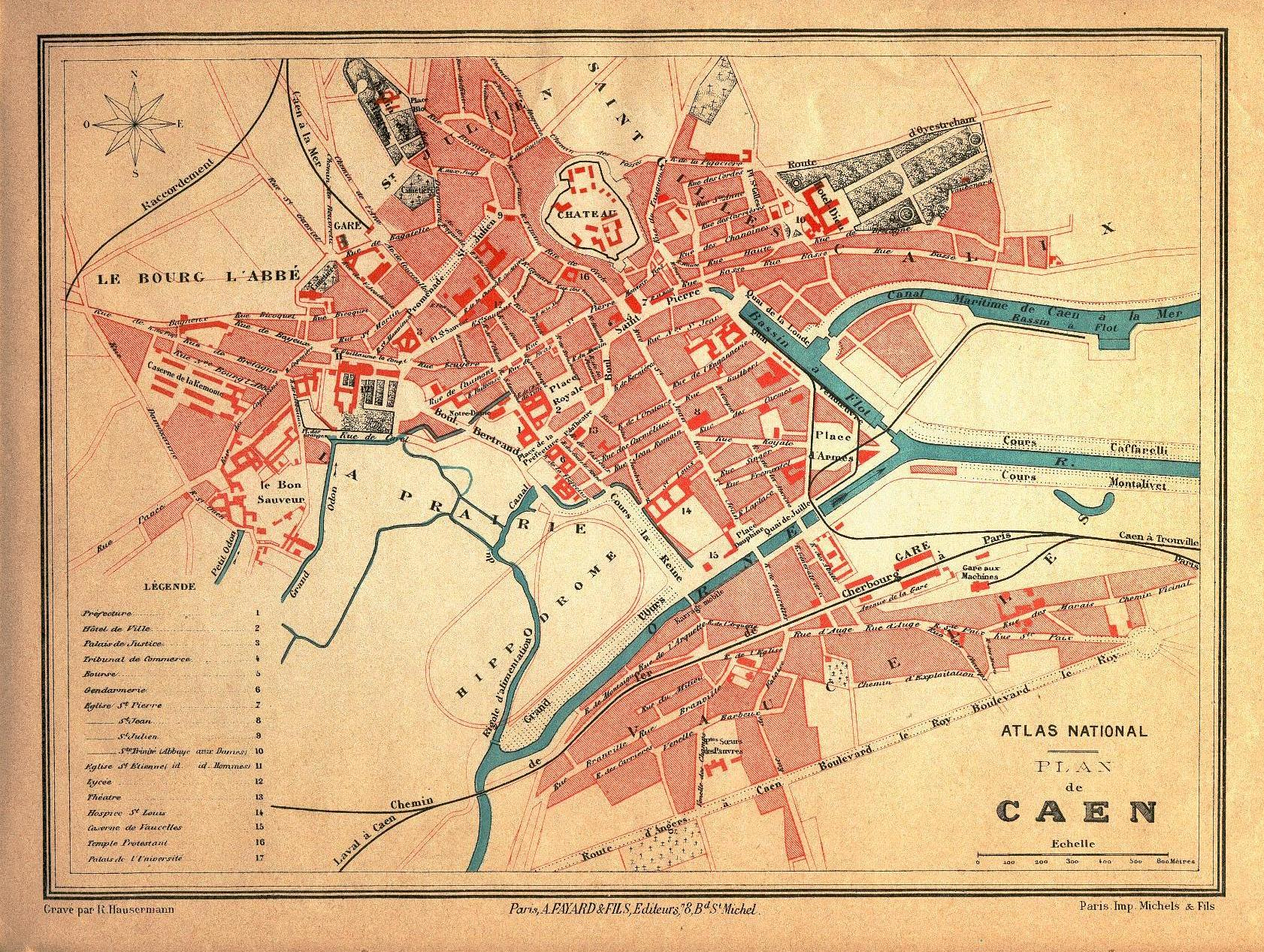
Caen à la Belle Époque (vers 1890)
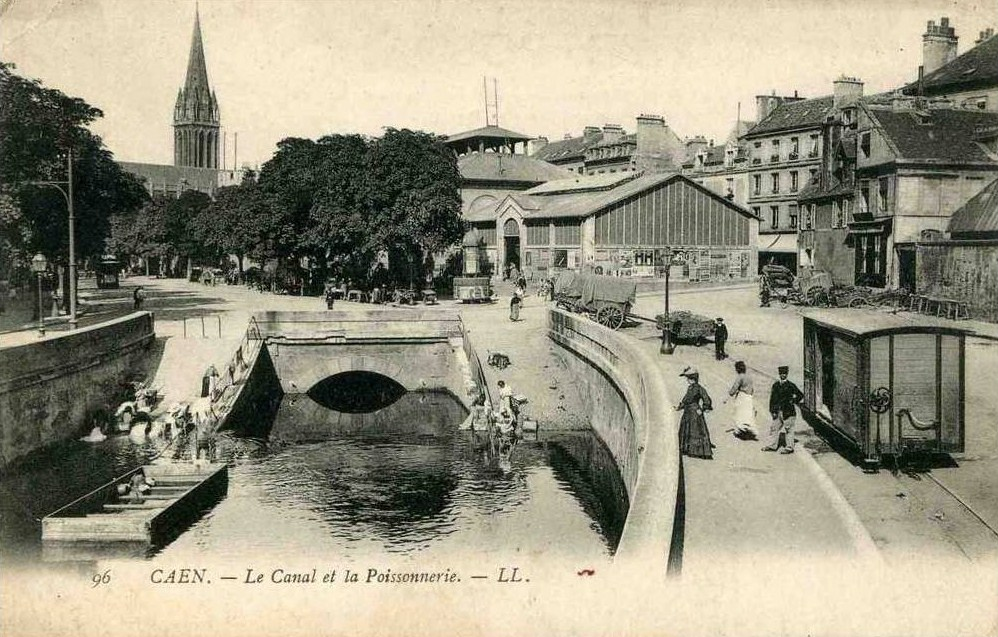
L'abreuvoir sur la rigole alimentaire, vestige de Odon, avant sa couverture définitive dans les années 1930
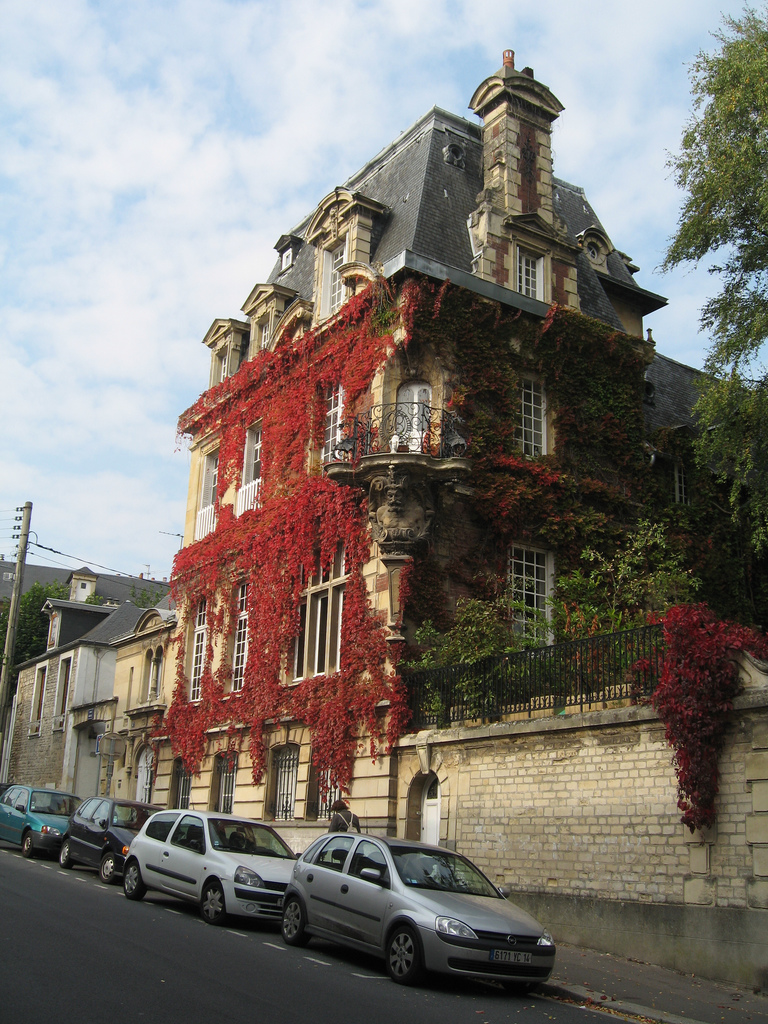
Villa Baumier, construite en 1884 sur l'avenue Bagatelle
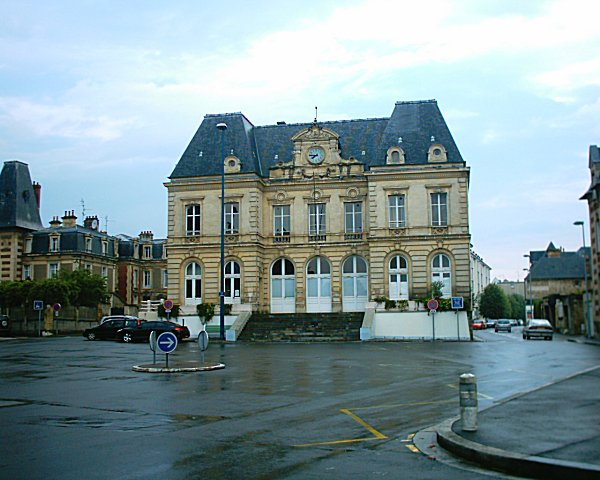
La gare Saint-Martin a permis un accès plus aisé à la Côte de Nacre et a ouvert l'urbanisation dans ce secteur
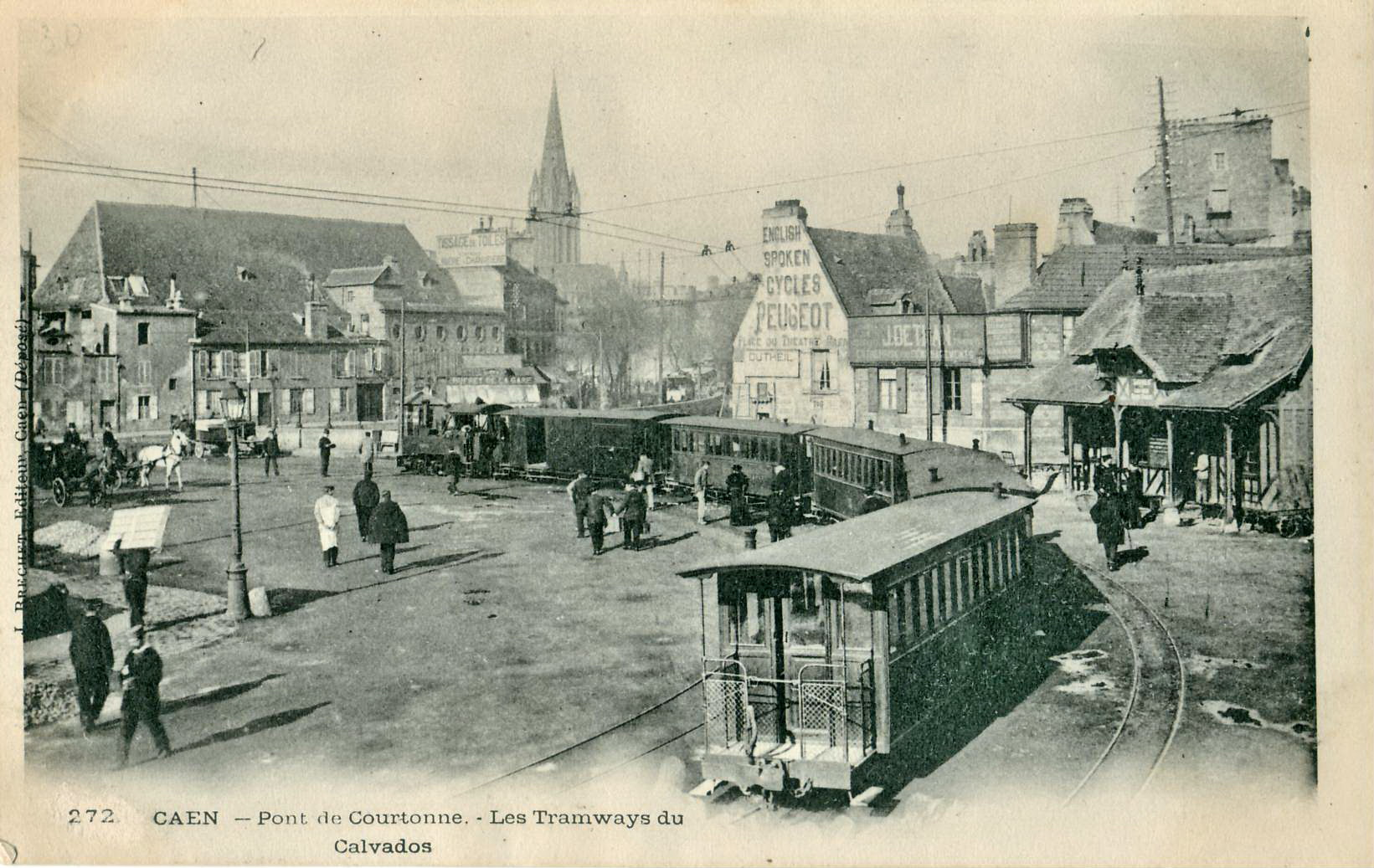
Gare de Caen-Saint-Pierre sur la place Courtonne
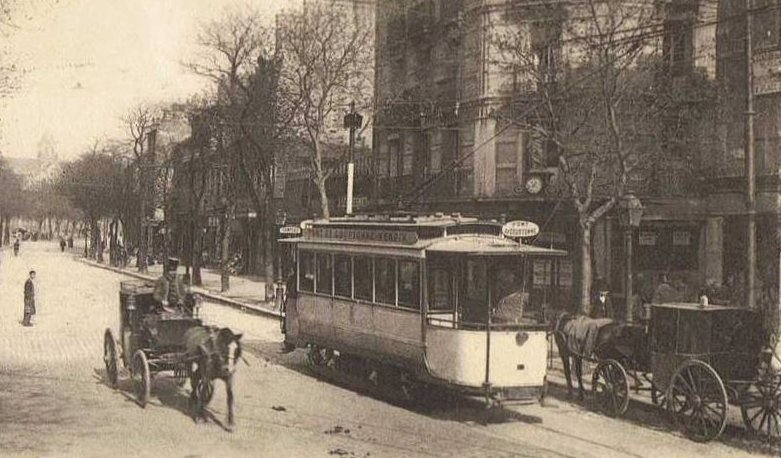
Tramway électrique sur le boulevard Saint-Pierre
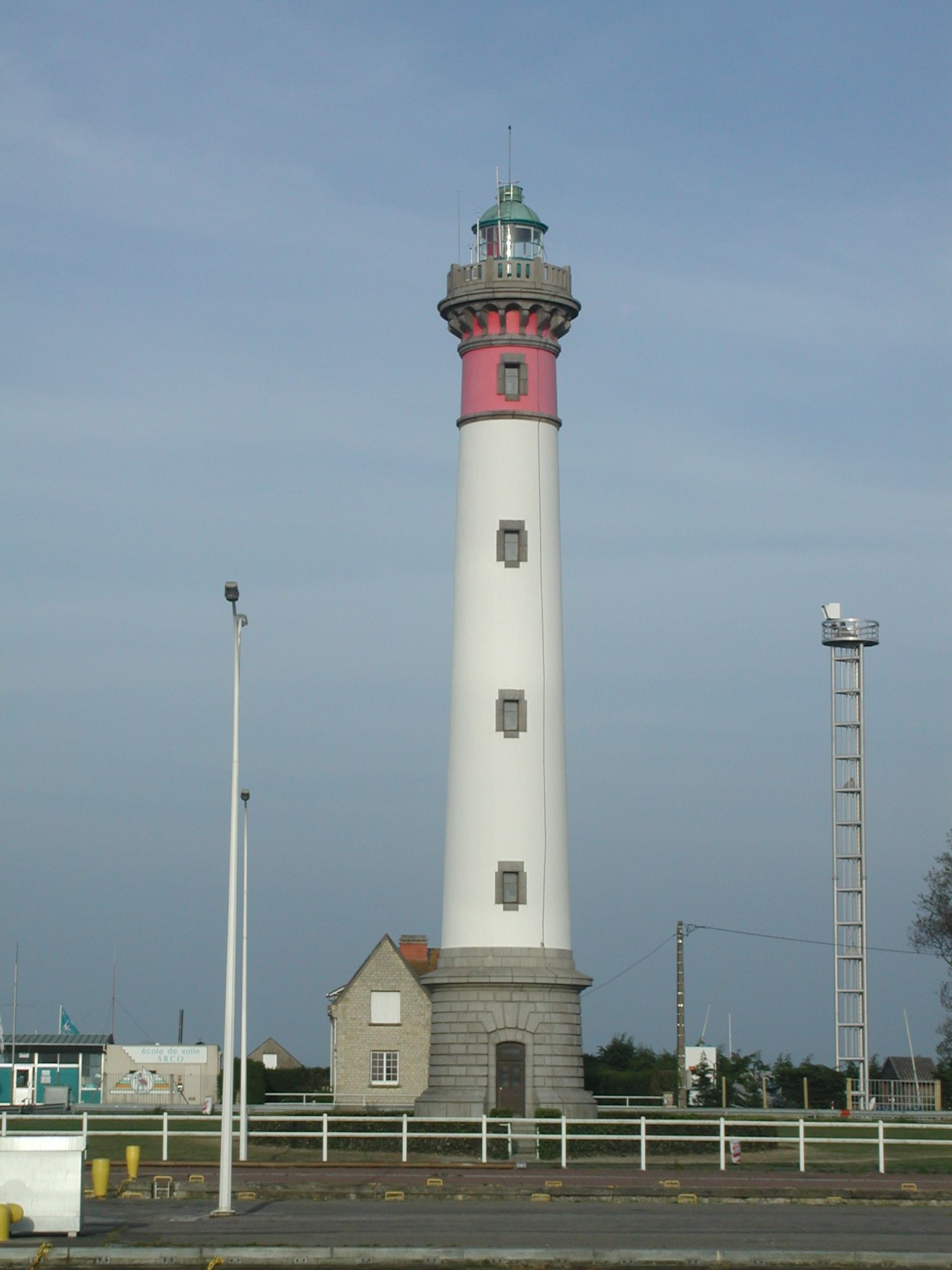
Le Phare de Ouistreham, construit en 1905, pour remplacer celui de 1886
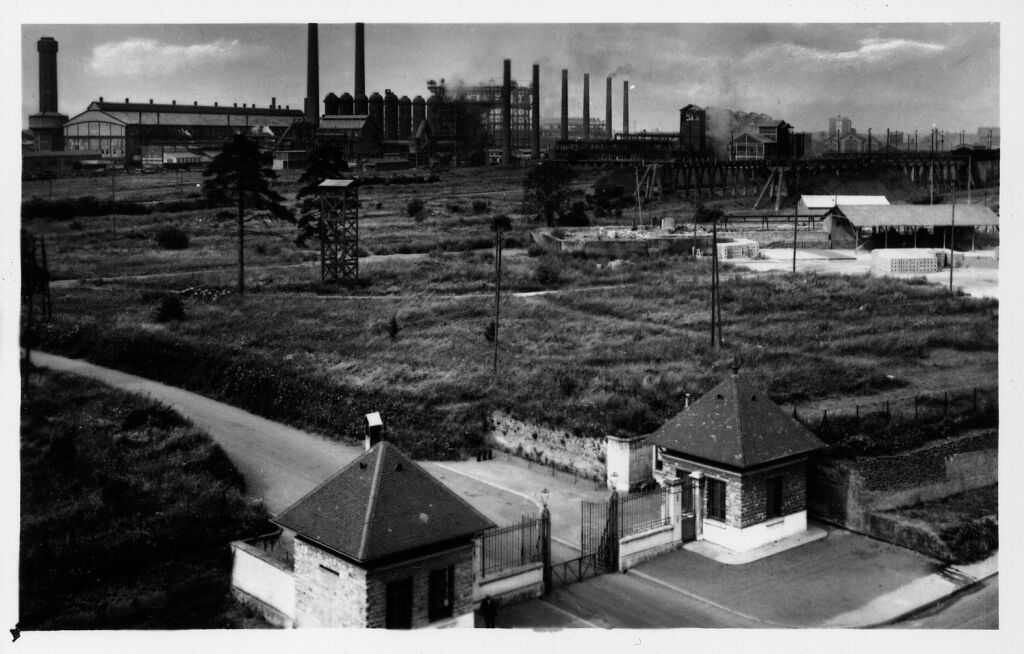
L'ouverture de la SMN ; Mondeville et Colombelles devinrent des villes industrieuses

### L'entre-deux-guerres
- XXe siècle : déclin de l'exploitation de la pierre de Caen concurrencée par nouveaux produits, notamment le béton
- 1914-1918 : transformation de bâtiments en hôpitaux militaires
  - Fin août 1914 : Lycée Malherbe
  - 1915 : École Primaire Supérieure
- 12 décembre 1914 : fin des travaux de la caserne d’artillerie (ancien quartier Claude Decaen) ; elle sert de caserne aux soldats belges pendant la guerre
- 1917 : création des Chantiers navals de Blainville, remplaçant ceux de Caen fondés en 1826
- 1918 : l'épidémie de grippe espagnole fait plus de 900 morts
- 26 septembre 1918 : constitution officielle de la région économique (ancêtre des régions actuelles) de Basse-Normandie
- 15 novembre 1918 : le conseil municipal rebaptise la route de Ouistreham en avenue Georges Clemenceau[60]
- 18 novembre 1918 : création de la société immobilière et foncière Caen-Extension chargée, entre autres, de l'urbanisation de la rive droite[61]
- 1919 : création de l'Office Municipal d'Habitation à bon marché ; construction des cités Georges Clemenceau, Guynemer et de la Haie Vigné
- Mars 1920 : la veuve d'Arthur Le Duc fait don à la ville de la statue de Bertrand Du Guesclin ; elle est installée au milieu de la place Saint-Martin
- 1920 : construction de la clinique Saint-Martin[N 24]
- 1921-1922 : démolition de l'ancien Hospice Saint-Louis
- 1922 : comblement du Canal Robert
- 20 juillet 1924 : ouverture du stade Hélitas sur une ancienne décharge
- 1925 : ouverture d'un centre de lutte contre le cancer
- 17 mai 1925 : inauguration du vélodrome du Stade de Venoix
- 1926 : ouverture par les Salésiens de l'Institut Professionnel Monseigneur Lemonnier (actuel Institut Lemonnier) à la Pigacière
- 28 octobre 1928 : inauguration de la Maison des Étudiants
- Années 1930 : mouvement d'urbanisation
  - Des quartiers périphériques (80 ha du territoire caennais sont construits de 1927 à 1939) ; bordure de la rue d'Authie (1932), quartier Saint Jean Eudes, rue Hastings (1937), rue de Formigny (1939)
  - Des villes de la banlieue, notamment au sud-est autour de la SMN (les Charmettes à Mondeville, la cité ouvrière du Plateau et Colombelles)
- 25 septembre 1931 : inauguration de la Grande Brasserie Chandivert, construite dans le jardin de l'hôtel de Than, par les Établissements Chandivert, installé dans l'hôtel Renaissance depuis 1852, et le cinéma Majestic ; le grand bâtiment Art déco comprend une brasserie et une salle de cinéma (actuel Pathé Lumière)
- 1931-1932 : grands travaux d'assainissement
  - Première station d'épuration (1931)
  - Couverture de la rigole alimentaire, place Courtonne (dernier vestige de l'Odon)
  - Comblement des bras d'eau restés à ciel ouvert
  - Construction d'un réseau général d'égouts
  - Édification d'une station de traitement des eaux
- 10 juillet 1932 : inauguration du nouvel Hôtel des Postes de style Art déco par le Président Lebrun
- 1er août 1932 : mise en place de la première ligne d'autobus entre le quartier de la Demi-Lune et celui de l'hôpital Clemenceau[62]
- 21 juillet 1933 : première foire-exposition de Caen
- Fin 1934 : fermeture définitive des chantiers navals de Blainville
- 1935 : début du goudronnage des principales rues
- 1935 : reconstruction totale de la Gare de l'État par Henri Pacon ; démolition des grandes halles et création des verrières sur les façades du bâtiment des voyageurs
- 8-11 juin 1936 : importantes manifestations ouvrières dans l'agglomération (Caen, Mondeville, Colombelles, Blainville)[63]
- 1937-1938 : évolution des modes de transport
  - 23 janvier 1937 : suppression des tramways, remplacés par des autobus
  - 15 décembre 1938 : inauguration de la gare routière (actuel Centre Paul Doumer)[64]
  - 1938 : mise en service de l'aérodrome de Carpiquet

Nouvelle poste de Caen
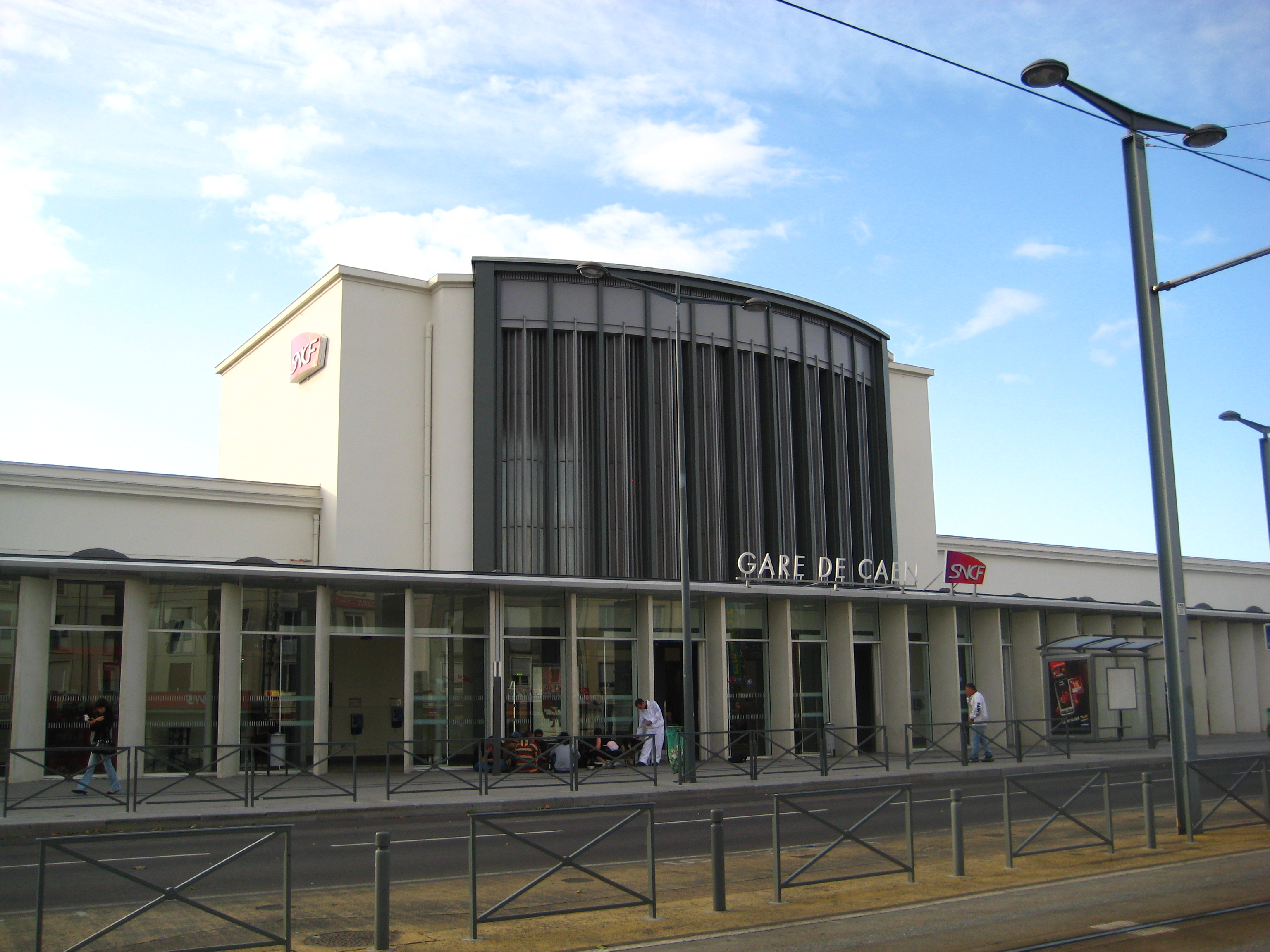
Gare de Caen, reconstruite en 1934 et agrandie en 2008

### Seconde Guerre mondiale
- 1940-1944 : Occupation par les forces allemandes
  - 18 juin 1940 : Caen est déclarée ville ouverte ; les premiers Allemands entrent dans la ville
  - 25 juillet 1941 : bombardement de la Gare de l'État par la Royal air force (15 bombes incendiaires, 2 tués)
  - 20 septembre 1941 : première audience de la section spéciale de Caen[65]
  - 2 mars 1942 : bombardement de la gare de l'État ; Vaucelles et la rue d'Auge sont touchés
  - Mai 1942 : ouverture rue Saint-Jean d'un bureau de placement pour les travailleurs volontaires
  - 10 février 1943 : important bombardement de la gare ; les bords de l'Orne, Vaucelles et la Demi-Lune sont touchés (10 morts, 39 blessés et plus de 100 maisons sinistrées)
  - avril-mai 1943 : intensification de la fréquence des bombardements sur le quartier de la gare (13, 17, 20 avril ; 30 mai)
  - avril 1944 : quatre bombardements sur le quartier de la gare (11, 13, 17, 30 avril)
- Juin-juillet 1944 : bombardements et libération progressive de la ville
  - 7 juin : incapables de prendre la ville comme il était prévu, les Alliés bombardent une première fois la cité ; les quartiers Saint-Jean, Saint-Gilles, du Vaugueux et les alentours du boulevard des Alliés sont gravement touchés ; les Caennais trouvent refugent dans les anciennes carrières ou dans l'Abbaye aux Hommes
  - 8 juin : bombardement par des pièces de marine
  - 12 juin : la flèche de l'église Saint-Pierre est détruite par un obus
  - 15 juin : le théâtre est entièrement détruit par un incendie
  - 7 juillet : nouveau bombardement ; destruction de l'église Saint-Julien, du couvent des Bénédictines, du Temple Protestant, de l'Université et de ce qu'il restait de l'Hôtel de ville
  - 9 juillet : libération de la rive gauche de l'Orne
  - 18 juillet : tirs d'artillerie sur la rive droite ; Vaucelles et les villages de la périphérie sont rasés
  - 19 juillet : libération totale de la ville

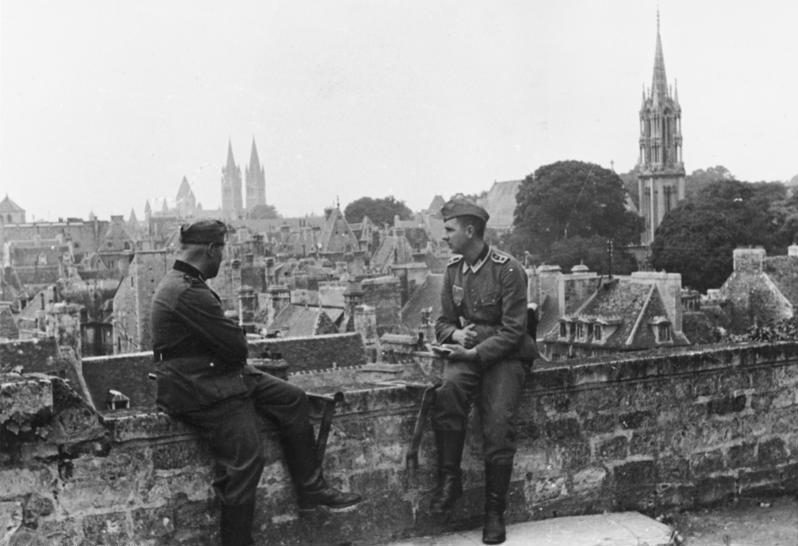
Soldats allemands au château de Caen
Le quartier médiéval qui s'élevait entre le château et l'église Saint-Pierre a été complètement détruit ; aujourd'hui c'est une grande pelouse
Des baraquements provisoires, ici place Saint-Martin, ont permis à la cité de renaître

## La ville contemporaine

### LaReconstruction
- Octobre 1944-septembre 1946 : la moitié de la surface de la ville de Caen a été touchée par les bombardements (68 % du volume bâti) ; déblaiement des ruines (environ 2 300 000 m3 de déblais)
- 14 décembre 1944 : rentrée solennelle de l'Université malgré l'absence de locaux
- Janvier 1945 : premiers baraquements provisoires ; les réfugiés sont relogés à la périphérie du centre ancien
- 1945-1959 : aménagement d'un centre commercial provisoire sur la place de la République, surnommé le « village nègre », les fossés Saint-Julien, ainsi que sur les places Saint-Martin, Saint-Pierre, Guillouard et de la Gare
- 22 mai 1946 : approbation du plan de reconstruction conçu par Marc Brillaud de Laujardière ; la principale innovation est le percement de l'avenue triomphale (actuelle avenue du Six-Juin) doublant la rue Saint-Jean
- 1947-1964 : Reconstruction de Caen
  - 1947-1951 : première phase menée par l'État
  - 1952-1955 : deuxième phase menée par les sociétés coopératives de reconstruction (créées par la loi du 16 juin 1948)
  - 1956-1963 : troisième phase, la plus active
- septembre 1947 : construction des premiers immeubles de la rue du Gaillon (livraison en septembre 1949)
- Juin 1948 : la ville reçoit la Légion d'honneur
- 14 septembre 1948 : début de la reconstruction du quartier de Vaucelles
- 7 avril 1949 : constitution de la coopération de reconstruction du quartier Saint-Jean
- 22 avril 1949 : début de l'implantation des voies principales du quartier Saint-Jean (élargissement des rues de Bernières et Saint-Jean, percement de la future avenue du Six-juin)
- 20 janvier 1950 : mise en service des premiers feux de circulation, place Fontette
- 8 décembre 1950 : fermeture de la ligne de Caen à la mer ; la gare Saint-Martin est désaffectée
- Années 1950 : construction d'immeubles reconnaissables par leur style Reconstruction (certains ont depuis été protégés au titre des monuments historiques)
  - La nouvelle Université (actuel Campus 1) par Henry Bernard (1948-1957)  Classé MH (2012)[66]
  - La nouvelle agence de la Caisse d'Épargne par Pierre Auvray (1950) sur la place Bouchard
  - L'église Saint-Paul (1950-1953)
  - La chambre de commerce, aujourd'hui désaffectée (1953)  Inscrit MH (2003)[67]
  - Les Tours Marines sur l'avenue du 6 juin (1954)
  - La nouvelle agence de la Caisse d'allocation familiale (1954)
  - Les Nouvelles Galeries, actuelles Galeries Lafayette (1954)
  - Le magasin Legallais-Bouchard[68], plus tard BHV, par Pierre Auvray
  - Le centre administratif départemental par Marc Brillaud de Laujardière
  - Le nouveau couvent de la Charité à la Guérinière (1951-1956)
  - La nouvelle église Saint-Julien par Henry Bernard (1954-1959)  Classé MH (2007)[69]
  - Le nouveau monastère des Bénédictines à la Folie-Couvrechef (1954-1960)  Inscrit MH (2005) /  Classé MH (2005)[70]
  - Le château d'eau de la Guérinière (1955-1957)  Classé MH (2011)[71]
  - La chapelle du Bon Sauveur (1956)  Inscrit MH (2006)[72]
  - Le nouvel institut Lemonnier (1957-1962), rue d'Hérouville
  - L'église du Sacré-Cœur de la Guérinière  Inscrit MH (2005)[73]
- 6 mai 1952 : rattachement de la commune de Venoix
- 1952-1964 : installation de l'hôtel de ville dans l'ancienne abbaye aux Hommes
- 1953 : fin de la reconstruction de la SMN ; le premier haut-fourneau est mis à feu le 11 décembre 1950
- 1954-1962 : construction de l'ensemble des Quatrans dans un style proche des grands ensembles
- 24 avril 1956 : ouverture de la nouvelle clinique de la Miséricorde à l'emplacement du couvent des Cordeliers dont seule la chapelle, aujourd'hui utilisée pour le culte anglican, subsiste
- 1957 : installation d'une usine Saviem à Blainville-sur-Orne (actuelle usine Renault Trucks)
- 25 novembre 1961 : inauguration du nouveau lycée Malherbe
- 1962 : construction du parc des expositions et du palais des sports
- 1962 : construction du lycée de Jeunes Filles (actuel lycée Fresnel)
- Avril 1963 : inauguration du théâtre-maison de la Culture géré par Jo Tréhard
- 1963 : ouverture du musée de Normandie dans l'ancien logis des gouverneurs du château
- 21 décembre 1964 : dissolution des sociétés coopératives de reconstruction créées par la loi du 16 juin 1948

Ancienne chambre de commerce de Caen
Église Saint-Julien de Caen

### LesTrente Glorieuseset la récession: l'émergence de l'agglomération caennaise
- Années 1960 : construction des grands ensembles
  - La Guérinière (1954-1961)
  - la Grâce de Dieu (achevée en 1962)
  - Le Calvaire Saint-Pierre
  - Le Chemin-Vert
  - La Pierre-Heuzé (maquette présentée en 1965)
  - à Hérouville Saint-Clair (1963-1978) qui devient ainsi la deuxième ville du Calvados
- 10 mai 1964 : inauguration de la statue de Jeanne d'Arc place de la Résistance
- 16 mai 1964 : inauguration du viaduc de la Cavée qui détourne une partie du trafic routier du centre-ville[74]
- 16 janvier 1965 : première séance du conseil municipal dans l'abbaye aux Hommes[75]
- Novembre 1966 : heurts entre la police et un cortège syndical réclamant des hausses de salaire
- Novembre 1967 : création de l'association des maires de l'agglomération caennaise, préfiguration du district de Caen[76]
- 26 janvier 1968 : à la suite de la grève des ouvriers de la Saviem, qui occupent leur usine, rejoints par ceux de la SONORMEL, entre 7 000 et 10 000 personnes descendent dans la rue. De violents affrontements entre les gendarmes mobiles et les ouvriers, font 300 blessés[77].
- Mai 1968 : manifestations et grèves paralysent l'agglomération.
  - Le 6 mai, les étudiants manifestent en solidarité avec le mouvement parisien. Partie de la faculté des lettres, la grève s'étend à toute l'Université.
  - Le 13, les ouvriers rejoignent la contestation dans la grève générale.
  - Le 24 mai, c'est la « longue marche ». À la suite de l'annonce des accords de Grenelle, entre 60 et 70 000 salariés sont en grève dans le département.
  - Le 29 mai, la CFDT (alors majoritaire dans le département et la région), la CGT et les syndicats étudiants organisent l'opération « Caen ville fermée ».
  - Le lendemain, en réponse à l'allocution de De Gaulle, 4 000 gaullistes manifestent aux cris de « non à l'anarchie, oui à la liberté du travail ».
  - La réponse des syndicats le 31 mènent 20 000 personnes dans les rues, la plus importante manifestation depuis le début des événements à Caen, et unique en France à cette date.
  - Les manifestations se poursuivent, mais la reprise s'engage une semaine après[77]. À la suite de cela, et profitant du désengagement de l'État, la Mairie reprend les locaux de la Maison de la culture, et renvoie Jo Tréhard.
- 25 mai 1968 : inauguration du palais des sports
- 1er janvier 1969 : fermeture du Mont-de-piété créé en 1889[78]
- 18 mars 1969 : ouverture par Jo Tréhard du « 32, rue des Cordes« (actuel théâtre des Cordes)[79]
- 19 avril 1969 : ouverture d'un drugstore boulevard maréchal-Leclerc[80]
- Février 1970 : ouverture des premiers centres commerciaux à Mondeville (le 11), Supermonde, et avenue de la Côte de Nacre (le 19)
- 6 avril 1970 : mise en place du plan « Bach » de circulation, plusieurs voies importantes de communication sont mises en sens unique[81]
- Fin des années 1960-début des années 1970 : ouverture de nouveaux équipements sportifs et culturels le long de l'avenue Albert-Sorel
  - Le stade nautique (inauguré le 1er octobre 1966)
  - La patinoire (inaugurée le 27 décembre 1971)
  - Le musée des Beaux-Arts (construit en 1971)
  - La bibliothèque municipale (ouverte le 1er octobre 1971, inaugurée le 7 juin 1972)
  - La salle des Congrès (début des travaux en octobre 1973)
- 1971 : création de la ZAC de la Folie-Couvrechef
- 1972 : fondation de la Comédie de Caen
- 16 novembre 1973 : création du district urbain de Caen regroupant huit communes (Caen, Cambes-en-Plaine, Carpiquet, Démouville, Ifs, Bretteville-sur-Odon, Louvigny et Épron)[82] ;
- 25 octobre 1974 : inauguration du Péricentre
- 1975 : implantation du GANIL, ouverture du restaurant inter-administratif rue Sadi-Carnot, début de la piétonnisation du centre ville avec la construction d'une fontaine boulevard maréchal Leclerc.
  - 24 septembre 1975 : ouverture du nouveau centre de tri rue de la gare.
- 1972-1984 : réorganisation des hôpitaux
  - 24 avril 1973 : ouverture du Centre François-Baclesse, centre régional de lutte contre le cancer de la Basse-Normandie
  - 1968-1975 : construction du CHU (inauguré le 16 septembre 1975)
  - 1978 : ouverture du Centre Esquirol
  - 1972-1984 : transfert de l'Hospice Saint-Louis de l'abbaye aux Dames au couvent de la Charité (actuel Centre pour personnes âgées)
- 1973-1976 : construction d'équipements pour traiter les déchets de l'agglomération
  - 2 janvier 1973 : ouverture de l'usine d'incinération de Colombelles
  - 2 décembre 1976 : ouverture de la station d'épuration du Nouveau Monde, à Mondeville
- 1975-1976 : ouverture du boulevard périphérique de Caen nord et est ; ouverture du viaduc de Calix (13 décembre 1975)
- 29 mars 1980 : inauguration de la piétonnisation du Vaugueux
- 6 septembre 1981 : ouverture de la nouvelle gare routière à proximité de la gare SNCF[83]
- mars 1982 : emménagement de FR3 rue Fred-Scamaroni
- 1983 : ouverture du cimetière paysager, rue d'Authie
- 18 mai 1983 : ouverture du premier restaurant d'une chaîne de restauration rapide
- 5 octobre 1984 : inauguration du conservatoire par Jack Lang
- mai 1985 : mise en place de la police municipale
- Septembre 1985 : l'Hôtel de la Région Basse-Normandie ouvre dans l'abbaye aux Dames rénovée
- 1986 : fondation de l'artothèque de Caen
- 6 juin 1986 : première liaison de la ligne de ferry Ouistreham-Portsmouth
- 10 octobre 1986 : inauguration du centre Paul-Doumer
- octobre 1987 : inauguration du centre des congrès
- 6 juin 1988 : inauguration du Mémorial pour la Paix
- 1990 : création du district du Grand Caen, communauté d'agglomération Caen la Mer depuis 2002, et du réseau de coopération Normandie Métropole entre Caen-Rouen-Le Havre
- Années 1990-Années 2000 : aménagement de nouveaux quartiers
  - Beaulieu (depuis 1991)
  - La Cité Gardin (depuis 1992)
- Années 1990 : construction de bâtiments contemporain à Hérouville-Saint-Clair
  - Le Café des Images (1989 et 1995) par Olivier Baudry
  - Le Commissariat de police (1990) par Jérôme Brunet et Éric Saunier
  - Le Lycée expérimental (1995) par Roland Castro et Sophie Denissof
  - La Résidence universitaire Flora Tristan (1995) par Massimiliano Fuksas
  - L’Esplanade et la Direction régionale et départementale du travail (2000) par l'atelier Jean Nouvel, Philippe Roux et Dominique Alba
  - Aménagement de la CITIS (1990-2005)
- 6 juin 1993 : inauguration du Stade Michel-d'Ornano
- 19 juin 1993 : inauguration du Zénith de Caen
- 5 novembre 1993 : dernière coulée de la SMN
- 27 juin 1995 : ouverture de Mondeville 2, le plus gros centre commercial de l'agglomération (centre commercial régional) et donc de la Basse-Normandie
- 1996 : l'Institut mémoires de l'édition contemporaine s'installe progressivement dans l'Abbaye d'Ardenne
- 31 janvier 1997 : inauguration du nouveau Palais de Justice de Caen, place Gambetta
- 30 septembre 1997 : le boulevard périphérique est bouclé
- 15 novembre 2002 : inauguration du Transport léger guidé de Caen, appelé tramway
- 1er février 2007 : inauguration de la salle des musiques actuelles, le Cargö
- 23 mars 2008 : alternance à la mairie avec l'élection de Philippe Duron[84]
- 13 mai 2013 : inauguration des rives de l'Orne
- 23 août 2014 : ouverture des jeux équestres mondiaux
- 23-28 juillet 2015 : dernières audiences dans le palais Fontette et ouverture du nouveau palais de justice sur la Presqu'île
- 13 janvier 2017 : inauguration officielle de la bibliothèque Alexis de Tocqueville
- 31 décembre 2017 : arrêt définitif du Transport léger guidé de Caen
- 27 juillet 2019 : inauguration du tramway de Caen
- 8 mars 2019 : inauguration du Fonds régional d'art contemporain de Normandie-Caen sur son nouveau site dans l'ancien couvent de la Visitation
- 2025 : Célébration du millénaire de Caen, spectacle vivant et parcours d'œuvres artistiques permanent.

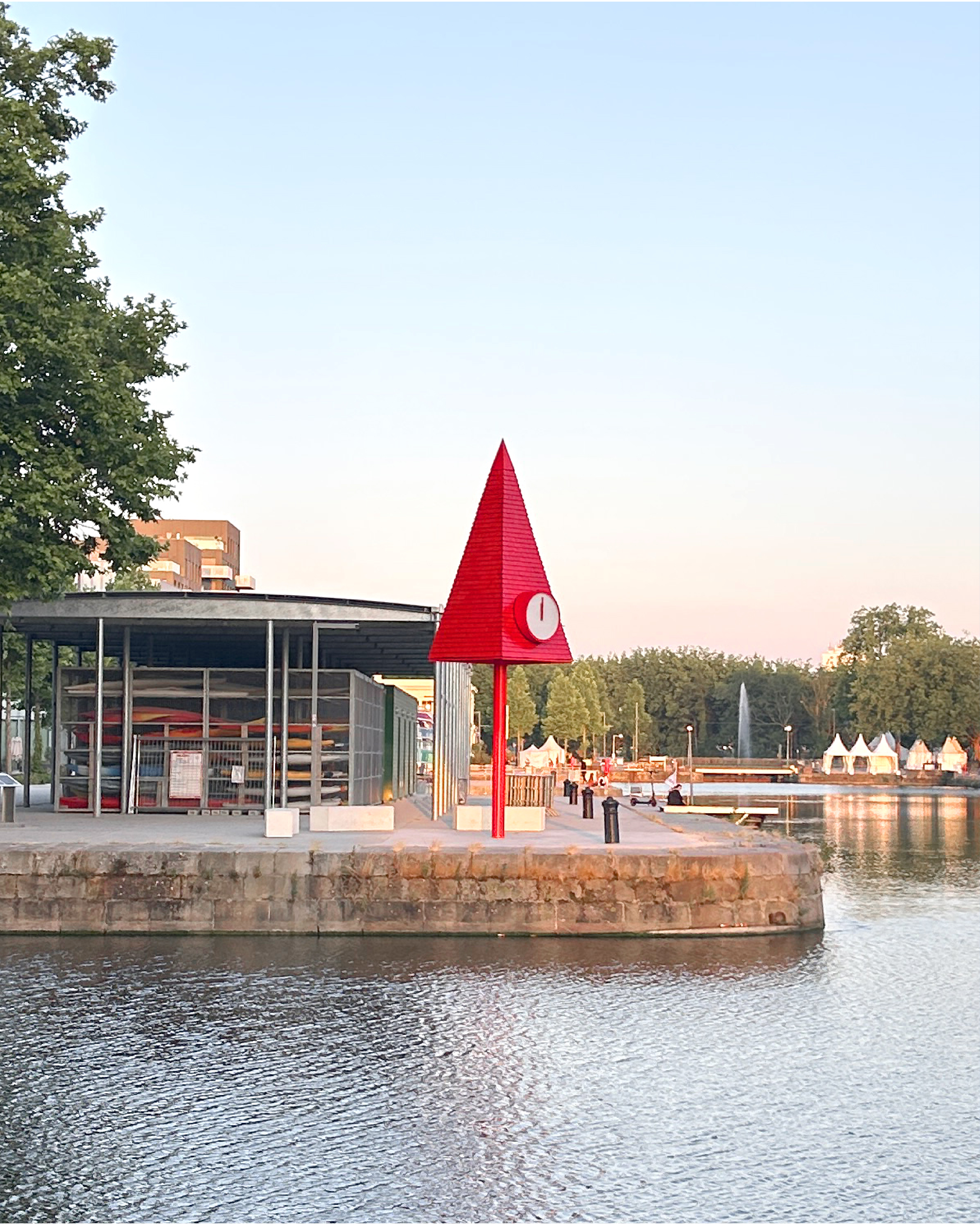
101e Clocher - Parcours d'oeuvre permanent - Studio 5•5, Anthony Lebossé, Vincent Baranger - Direction artisitique Mathias Courtet

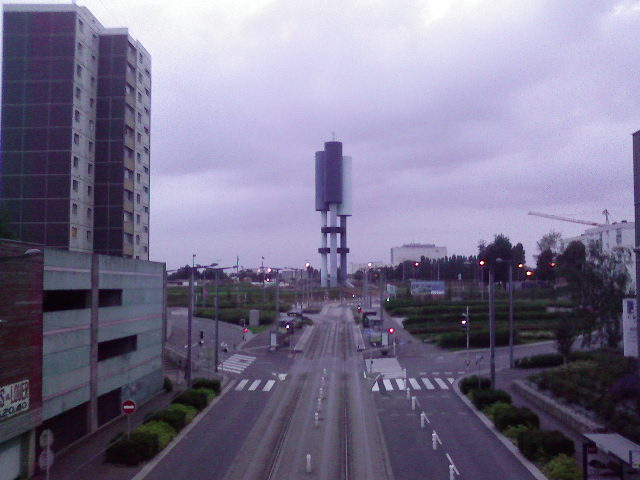
La ville nouvelle d'Hérouville Saint-Clair s'est développée entre 1963 et 1978
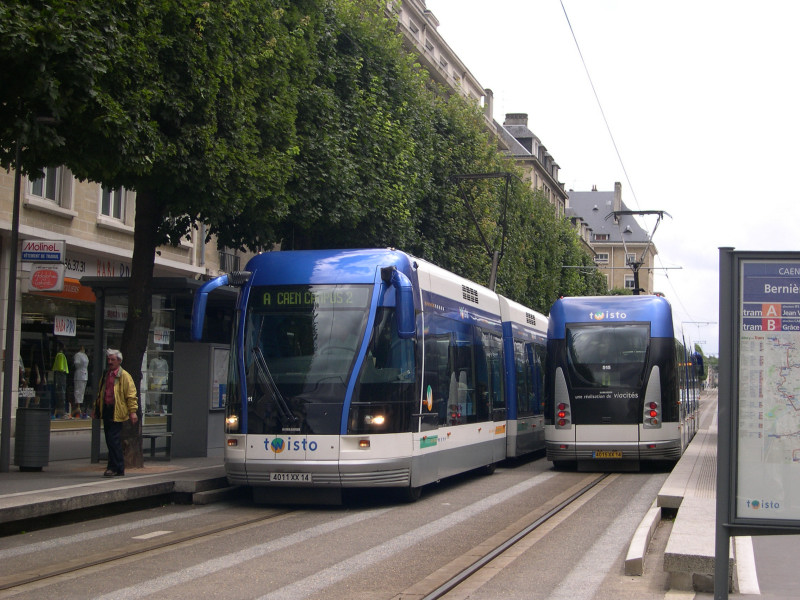
Retour du tram en 2002
Depuis 2002, la communauté d'agglomération Caen la Mer s'étend jusqu'à la côte